# Byzantská říše
Byzantská říše, zkráceně Byzanc, oficiálně Římská říše (řecky Βασιλεία Ῥωμαίων, Basileía Rhōmaíōn, latinsky Imperium Romanum), historiky nazývána jako Východořímská říše (latinsky Imperium Romanum Orientale, Imperium Romanum pars Orientis) ještě v době existence západní části, byla v období pozdní antiky a středověku významná evropská mocnost a centrum (východního) křesťanského světa, rozprostírající se v oblastech východního Středomoří. Vznikla roku 395 našeho letopočtu rozdělením Římské říše a zanikla roku 1453 dobytím Konstantinopole Osmanskými Turky.
V roce 330 povýšil římský císař Konstantin Veliký původní starověkou obec Byzantion přejmenovanou na Nova Roma na hlavní město celé Římské říše. Římská říše byla v roce 395 trvale rozdělena na východní a západní část. Zatímco Západořímská říše zanikla již roku 476, východní polovina impéria dosáhla v 6. století za panování Justiniána I. svého největšího územního rozsahu. V 7. století se udála zásadní proměna charakteru říše způsobená především přijetím řečtiny jako oficiálního jazyka za vlády Herakleia a ničivými dopady islámské expanze. Navzdory porážkám a úbytku území náležela k hospodářsky, kulturně a vojensky nejrozvinutějším soudobým státům. Byzanc, oslabená odrážením Arabů a vnitřními náboženskými spory, se za makedonské dynastie vzchopila k novému rozmachu a koncem 10. století se znovu pozvedla k velmocenskému postavení. Nicméně prohlubující se odcizení mezi západními a východními křesťany vyústilo v roce 1054 v církevní rozkol označovaný jako velké schizma.
Po porážce v bitvě u Mantzikertu v roce 1071 ztratila říše ve prospěch seldžuckých Turků většinu Malé Asie, představující jádro jejího teritoria. Po nástupu Komnenovců sice získala zpět některé oblasti a ve 12. století dočasně obnovila svoji převahu, ovšem za pozdějších císařů započal její definitivní úpadek. Během čtvrté křížové výpravy utrpěla Byzanc fatální úder, když byla Konstantinopol roku 1204 dobyta a vypleněna křižáky. Třebaže císařové z dynastie Palaiologů dokázali v roce 1261 říši obnovit, opakující se občanské války výrazně podlomily její moc. Postupný rozklad vyvrcholil pádem Konstantinopole v roce 1453 a dobytím zbývajících byzantských území osmanskými Turky.

## Význam
V průběhu své tisícileté existence sloužila říše jako záštita křesťanství, čímž výrazně přispěla k ochraně Evropy před šířením islámu. Kromě toho disponovala pevnou zlatou měnou, jež byla v oběhu v celém středomořském prostoru. Konstantinopol patřila jako jedna z největších metropolí v tehdejším světě k nejdůležitějším obchodním střediskům.
Byzanc měla určující vliv na náboženství, právo, politický systém, architekturu a umění značné části Evropy a Středního východu, přičemž přispěla k zachování a předání četných literárních děl a vědeckých poznatků klasického světa a jiných kultur. Věda, která se zabývá Byzantskou říší, se jmenuje byzantologie.

přehled byzantské architektury a umění:
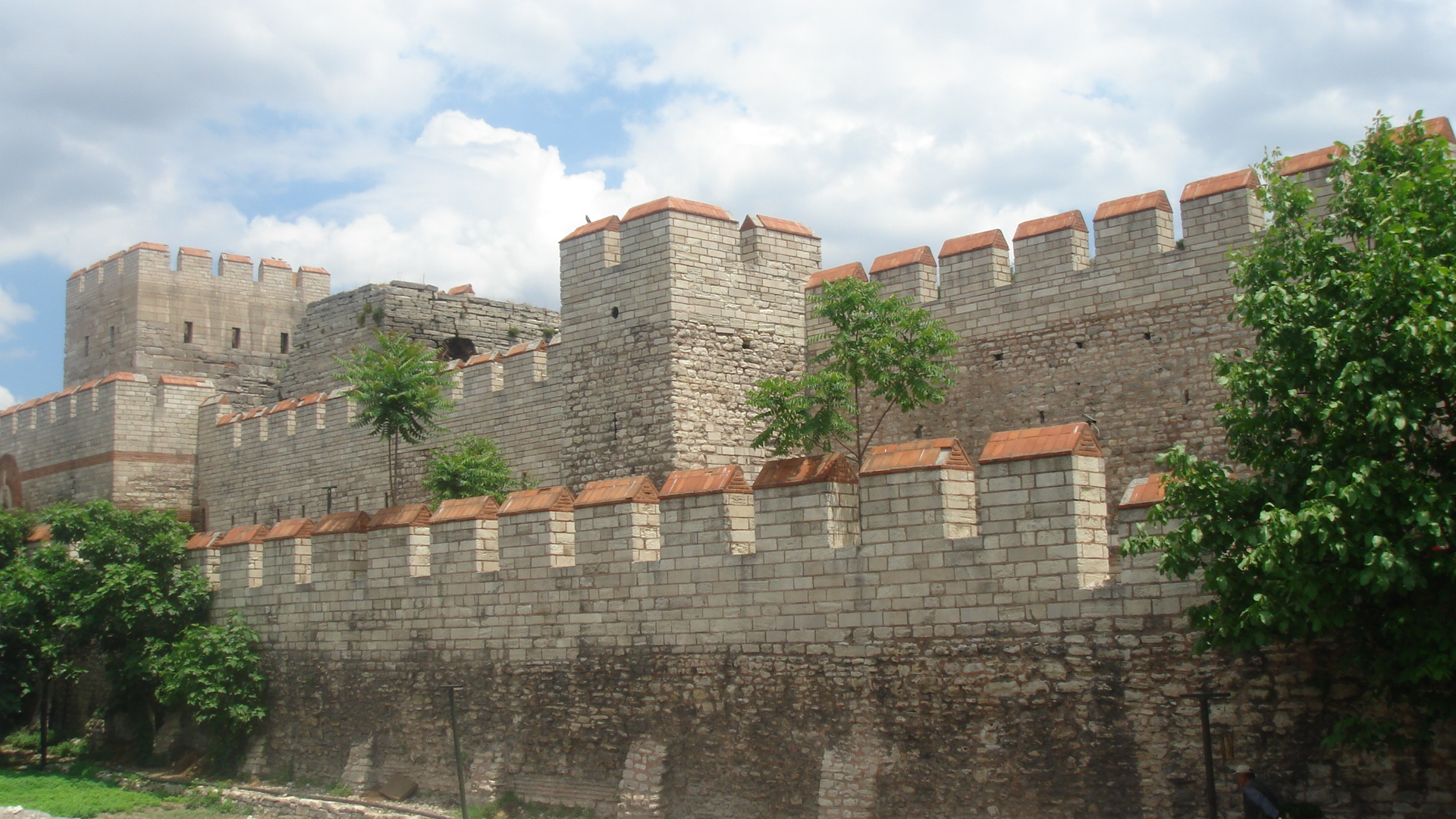
Theodosiánské hradby Konstantinopole, rekonstruovaná část
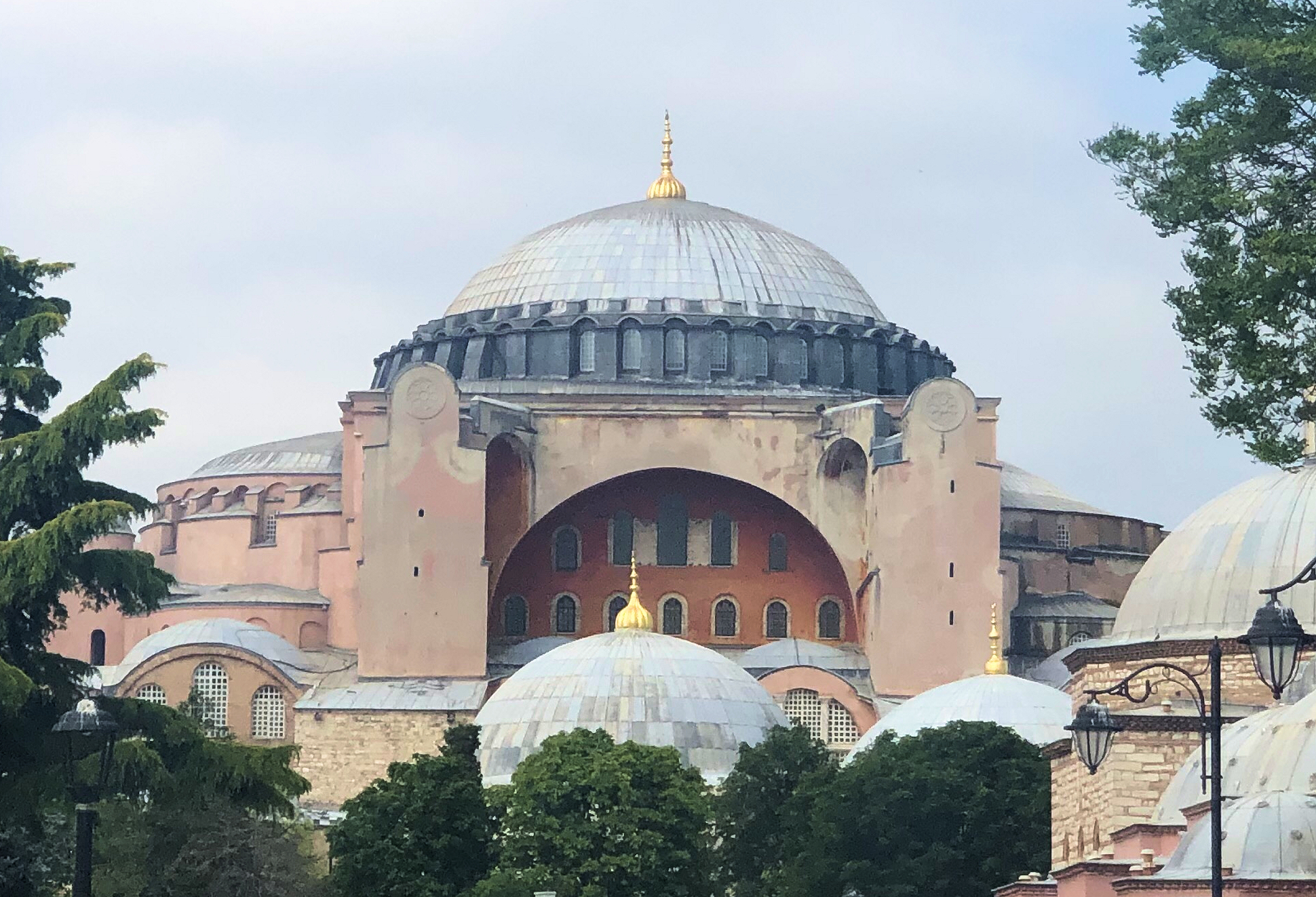
Chrám Hagia Sofia v Konstantinopoli, pohled na původní stavbu (bez minaretů)
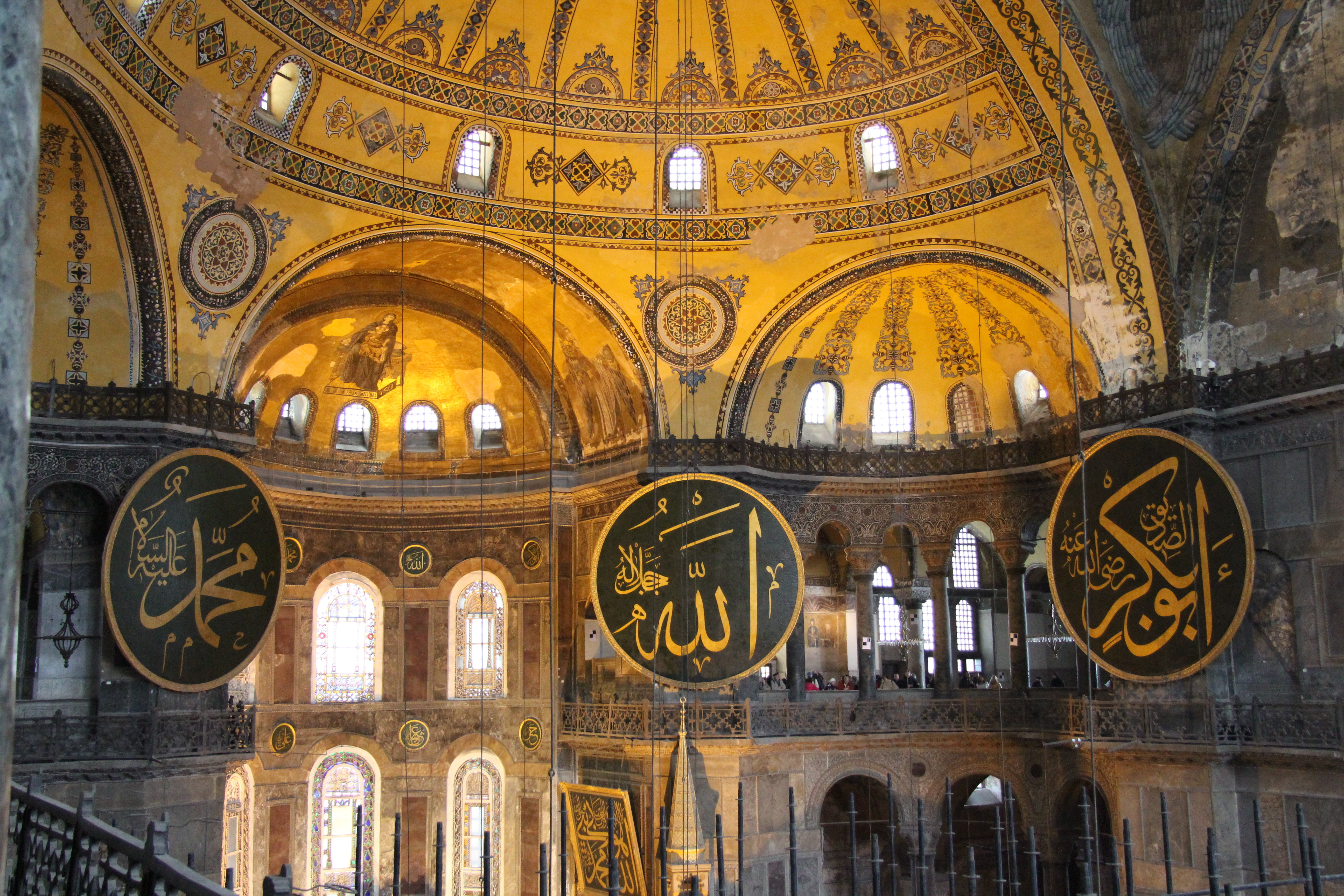
Interiér chrámu Hagia Sofia v Konstantinopoli
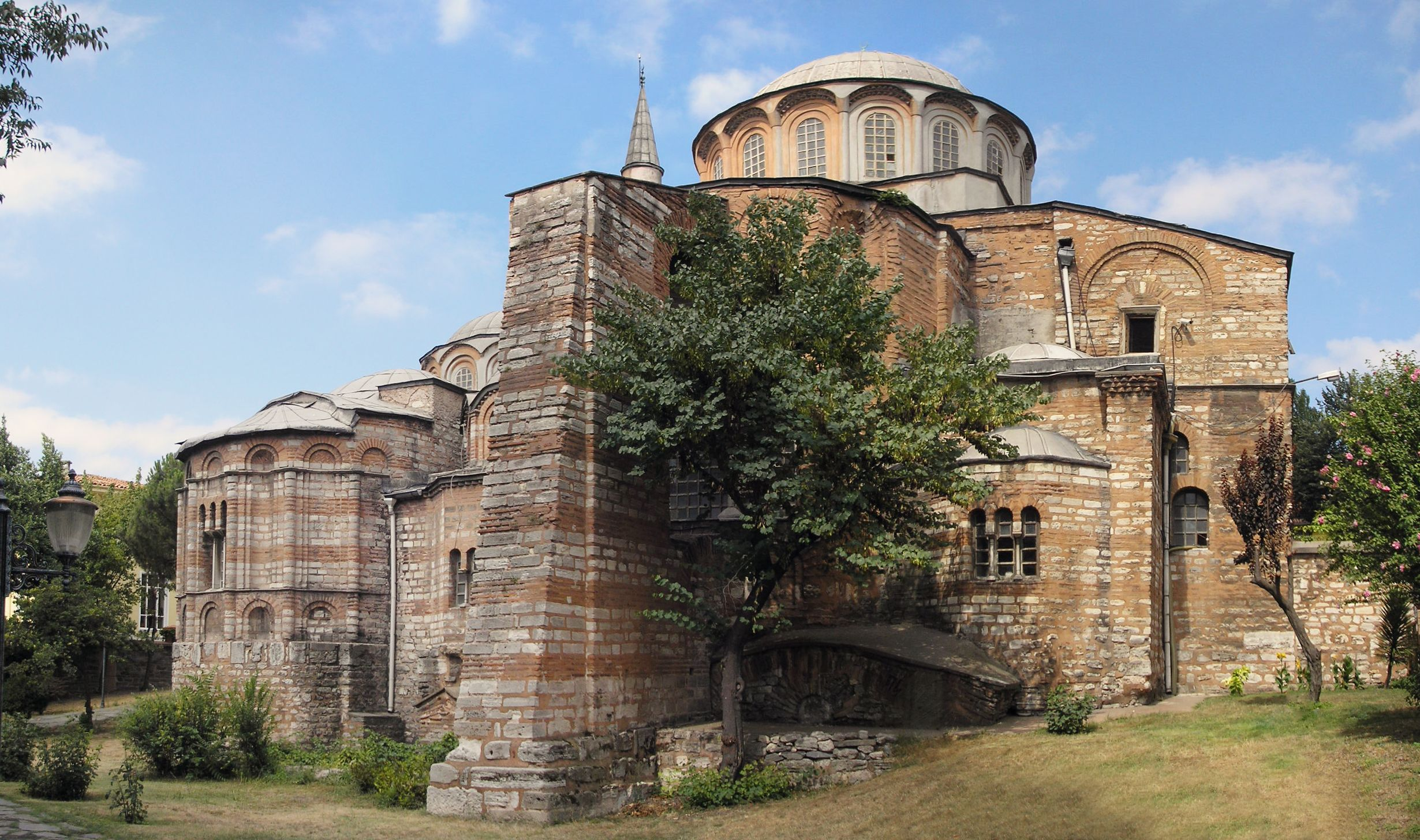
Chrám sv. Spasitele v Chóře obsahuje některé nejlepší byzantské fresky a mozaiky

## Názvy

### Pojem Byzantská říše

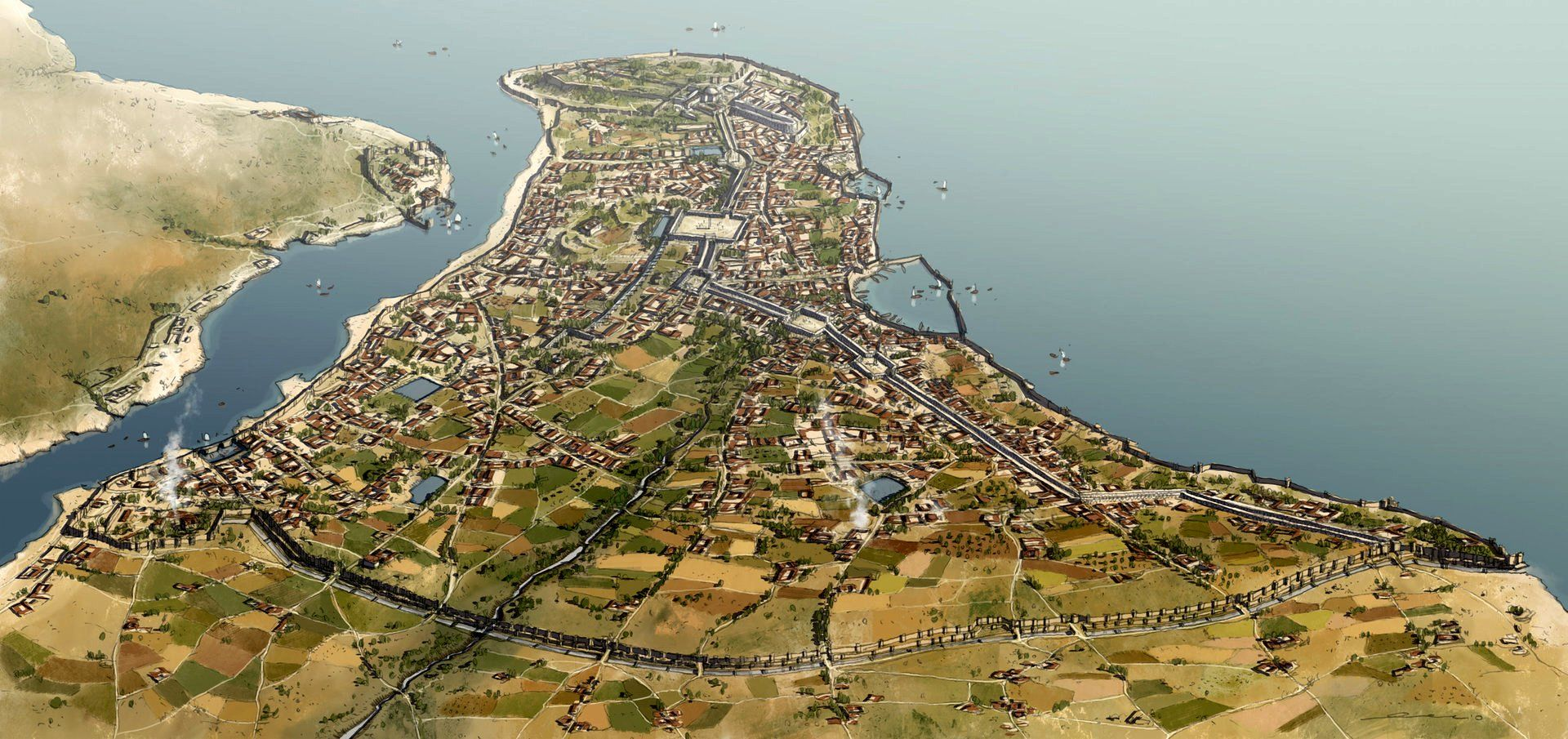
Model Konstantinopole (Cařihradu) z ptačí perspektivy

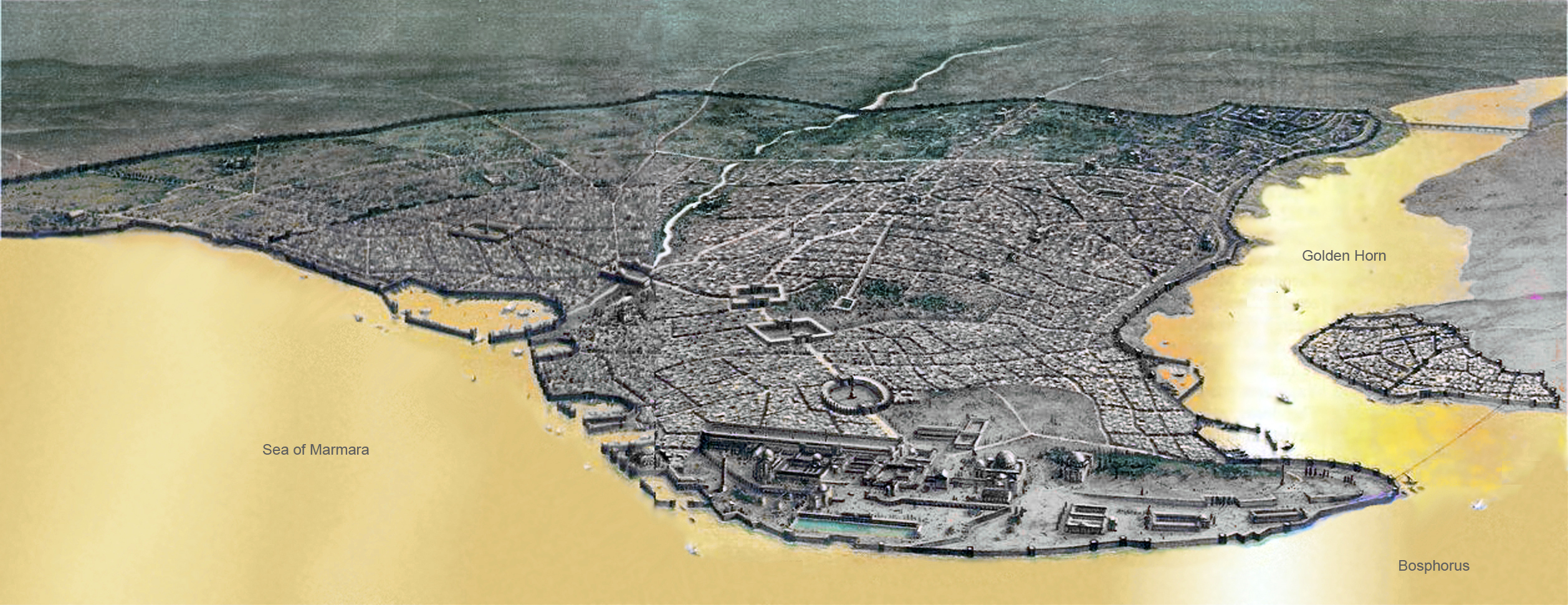
Pohled na Konstantinopol z jiného úhlu

Název „Byzantská říše“, zkráceně „Byzanc“, je novodobý, moderními historiky široce užívaný pojem, naprosto neznámý tehdejším obyvatelům říše. Poprvé ho použil v roce 1557, jedno století po pádu Konstantinopole, německý dějepisec Hieronymus Wolf ve svém díle Corpus Historiae Byzantinae. Pojem „byzantský“ odvodil z názvu řecké osady Byzantion, na jejímž místě byla Konstantinopol založena. Jeho užitím chtěl odlišit dějiny starověké římské říše od její středověké nástupkyně. Publikace Byzantine du Louvre (Corpus Scriptorum Historiae Byzantinae) z roku 1648 a Du Cangeho Historia Byzantina z roku 1680 přispěly k rozšíření tohoto pojmenování mezi francouzskými autory. V časech osvícenství ho zpopularizovali tehdejší spisovatelé, jako byli Montesquieu, Voltaire a Gibbon. V jejich podání však adjektivum „byzantský“ nabylo pejorativní nádech, protože se stalo synonymem slova dekadentní. Při srovnání byzantské civilizace s klasickou antickou civilizací se jim totiž existence prvně jmenované jevila jako vleklé období úpadku.

### Římská říše a Římané

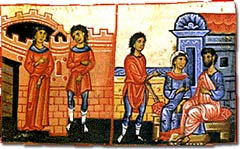
Scéna svatby a rodinného života v Konstantinopoli

Samotní obyvatelé Byzantské říše, dnes známí jako „Byzantinci“, sami sebe nazývali Římany (Rhomaioi) a svůj stát označovali Rhomania, případně Basileia ton Rhomaion, což se do latiny překládalo jako Imperium Romanorum, tj. říše Římanů, tedy římská říše. Přestože si Byzanc po převážnou většinu svých dějin podržela multietnický charakter a zachovávala odkaz řecko-římských tradic, vzhledem k rostoucí převaze řeckého elementu ji její současníci v západní Evropě nazývali „říší Řeků“ (Imperium Graecorum). Nároky Východořímské říše na římské dědictví byly zásadně zpochybněny korunovací Karla Velikého za císaře Římanů papežem Lvem III., považujícím trůn Římské říše za uprázdněný. V západních zemích byl od těchto dob titul Imperator Romanorum vyhrazen pro Karlovy následníky a panovníky Svaté říše římské, zatímco konstantinopolský císař byl někdy označován jako Imperator Graecorum („císař Řeků“). Naproti tomu ve vnímání Peršanů, muslimů a Slovanů byla římská identita Byzantské říše všeobecně akceptována. V islámském světě byla tudíž známá jako Rúm („Řím“).

## Historie

### Rozdělení impéria

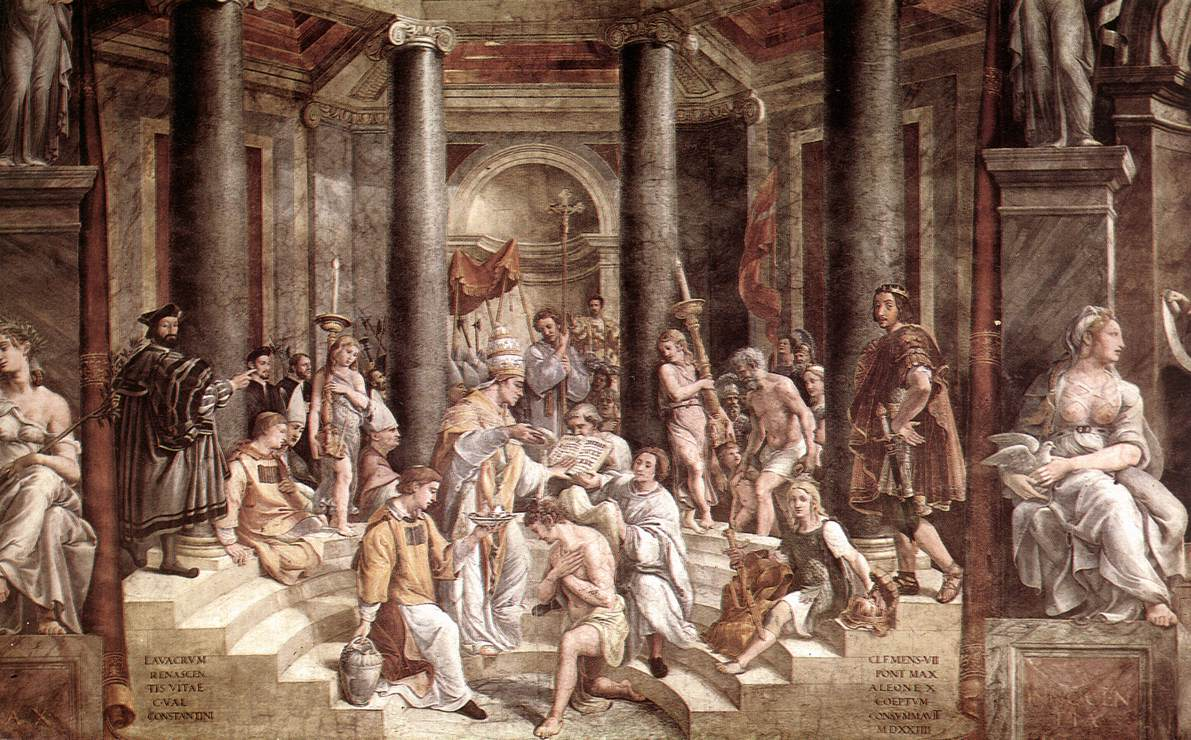
Konstantinův křest, obraz namalovaný pravděpodobně Gianfrancescem Pennim

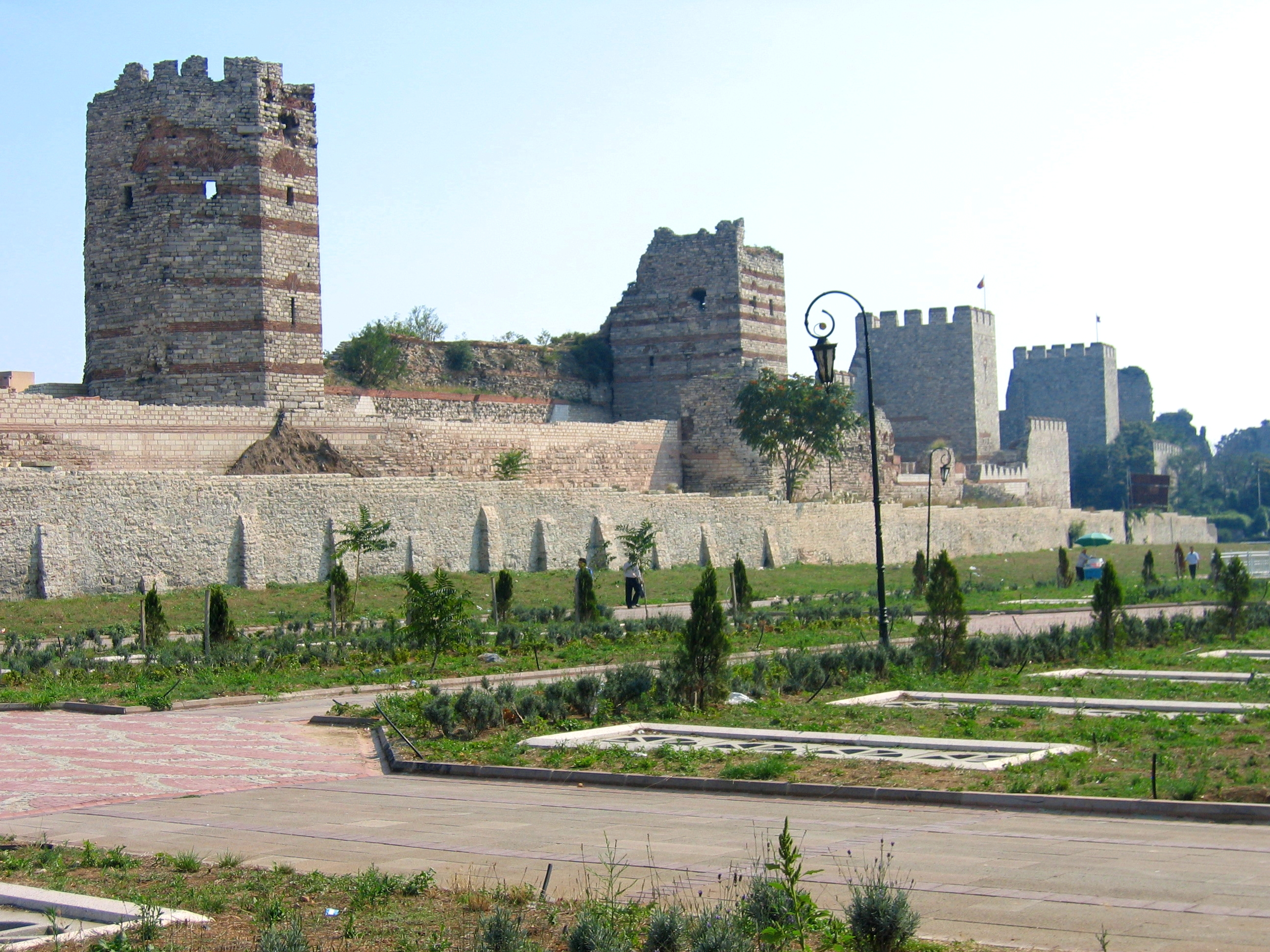
Theodosiánské hradby

V roce 284 se moci v římské říši chopil Diocletianus, jenž překonal krizi třetího století uskutečněním vnitřních reforem a nastolením nového systému vlády, zvaného tetrarchie. V rámci něho byla říše fakticky rozdělena na dvě části, spravované dvěma císaři (augusti). Ti si posléze přibrali za své kolegy dva mladší partnery a své budoucí nástupce v hodnosti caesarů (caesares).

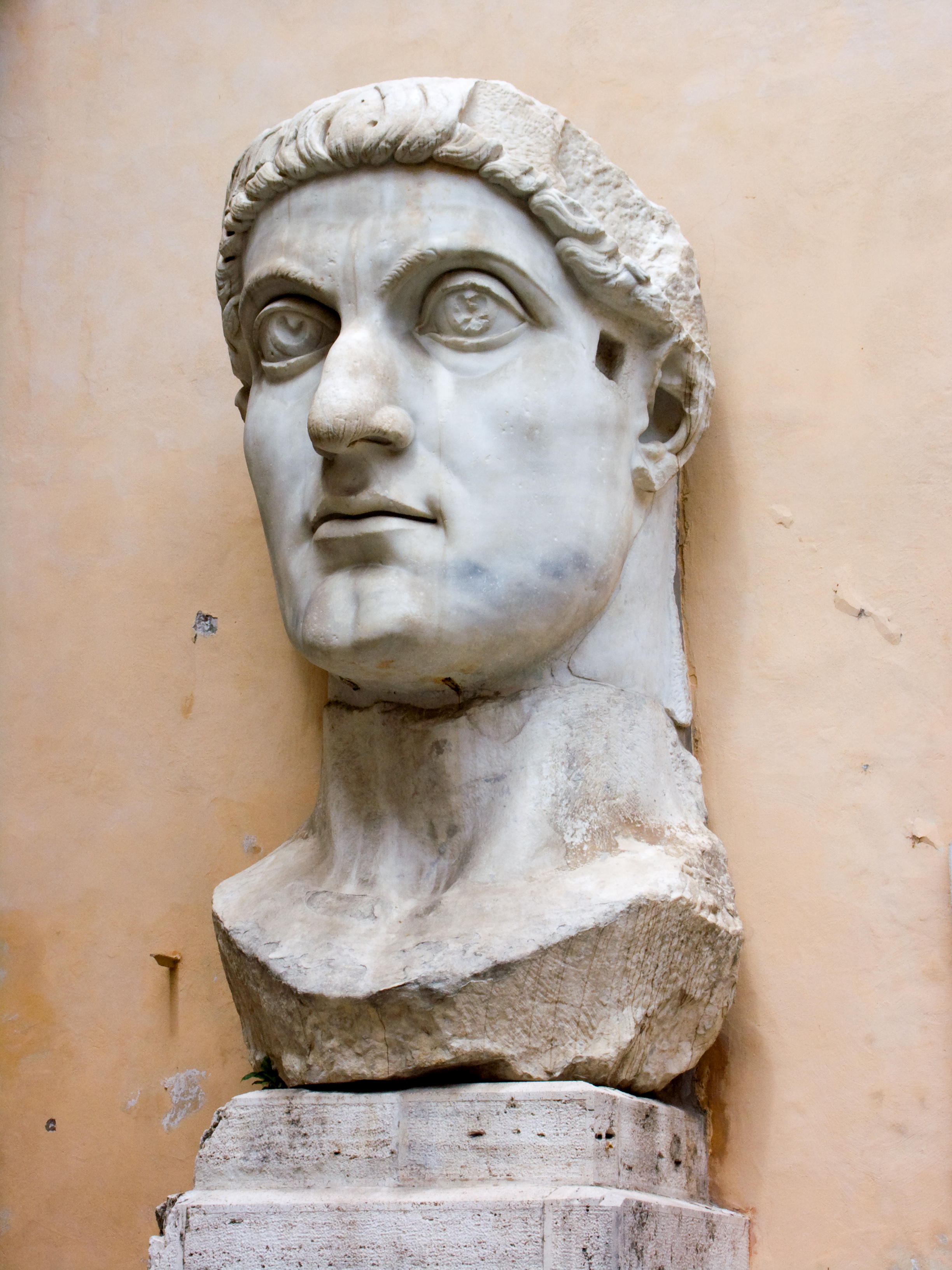
Konstantin Veliký

Po Diocletianově abdikaci v roce 305 se toto uspořádání zhroutilo. Následovaly občanské války trvající až do roku 324, kdy Konstantin Veliký získal kontrolu nad celým územím říše. Konstantin navázal na Diocletianovy správní a daňové reformy, posílil vojsko a zavedl novou, vysoce stabilní zlatou minci solidus. 11. května 330 přesunul sídlo vlády na Bospor, kde založil novou císařskou rezidenci nazvanou Konstantinopol. Tím zdůraznil rostoucí význam hospodářsky konsolidovanější a rozvinutější východní poloviny impéria. Město se těšilo strategicky mimořádně příznivé poloze mezi Evropou a Asií, nacházelo se na spojnici obchodních tras a nejpozději v závěru 4. století se stalo trvalým sídlem na východě panujících římských císařů.
Konstantin se v roce 313 jako první císař otevřeně přiklonil ke křesťanství, jež všestranně podporoval, v čemž pokračovali téměř všichni jeho nástupci. Křesťané byli zahrnováni velkorysými privilegii, čímž byli preferováni na úkor starého pohanství. Vliv církve v průběhu 4. století výrazně vzrostl, což bylo završeno povýšením křesťanství na oficiální státní náboženství za Theodosia I. V roce 395 byla správa říše rozdělena mezi Theodosiovy syny: romanizovaný a rurálnější západ připadl Honoriovi; urbanizovanější a silně helenizovanou východní část obdržel Arcadius. Ačkoli již dříve docházelo k obdobným členěním správy impéria, toto dělení se nakonec ukázalo být definitivním.
Koncem 4. století, v době začínajícího stěhování národů, byla římská říše vystavena náporu germánských a jiných barbarských kmenových svazů. V bitvě u Adrianopole v roce 378 východní vojsko ničivě podlehlo Gótům, nedlouho nato usazeným jako foederati na římském území. Od počátku 5. století směřovaly vpády Germánů a Hunů rostoucí měrou proti hospodářsky a vojensky oslabenější západořímské říši. Konsolidovanější východ musel čelit útokům novoperské sásánovské říše, třebaže v letech 387 až 502 se vzájemné vztahy vyvíjely převážně mírově. Roku 410 bylo město Řím dobyto a vydrancováno Vizigóty a zhruba v témže čase byly rozsáhlé oblasti západu opanovány Germány, nicméně východní říše zůstala s výjimkou Balkánu veskrze ušetřena srovnatelných katastrof. Za Theodosia II. byly zesíleny konstantinopolské hradby, díky čemuž se toto město stalo takřka nedobytným. Hunové byli odvráceni od pustošení východořímského území každoročním vyplácením tributu. Theodosiův nástupce Marcianus odmítl Hunům nadále platit, načež hunský král Attila vytáhl proti západořímské říši. Krátce po Attilově smrti v roce 453 se jeho říše rozpadla, takže Konstantinopol byla zbavena hrozby hunských nájezdů.
V náboženských otázkách destabilizovaly východní říši různé hereze a doktrinální spory, stupňované soupeřením patriarchátů v Římě, Konstantinopoli, Alexandriji a Antiochiji. Už v roce 325 rozhodl nikajský koncil o odsouzení arianismu, popírajícího Kristovo božství. Roku 431 prohlásil koncil v Efesu za herezi nestoriánství. Nejvážnější krizi vyvolala rozepře ohledně Kristovy podstaty, jelikož stoupenci směru zvaného monofyzitismus tvrdili, že měl jedinou přirozenost a to božskou. Přestože toto učení bylo zavrženo chalkedonským koncilem v roce 451, v Egyptě a Sýrii se k němu přiklonila téměř veškerá populace, přičemž většina dalších císařů se neúspěšně pokoušela obnovit narušenou církevní jednotu.
Ve druhé polovině 5. století se východní říše musela potýkat s obtížnými vnitropolitickými problémy. Valná část armády sestávala z germánských vojáků, z nichž se někteří domohli významných pozic v řízení státu. Leon I., první císař, jemuž svěřil císařskou korunu konstantinopolský patriarcha, se tudíž pokusil eliminovat nebezpečnou moc Germánů jejich nahrazením Isaury, polobarbarskými obyvateli jihovýchodní Anatolie. Isaur jménem Zenon se dokonce v roce 474 zmocnil císařského trůnu, ovšem za jeho nástupce byl vliv Isaurů vynaložením značného úsilí potlačen. Východořímské vojsko pak opět tvořili cizí, zvláště germánští žoldnéři, jejich působení na politiku říše zůstávalo ale omezeno.
V roce 468 se východní Římané rozhodli podpořit západořímskou říši vysláním obrovské flotily proti Vandalům do severní Afriky. Po nezdaru této expedice se poměry na západě rychle zhoršovaly a roku 476 sesadil germánský velitel Odoaker posledního západořímského císaře Romula Augusta. O několik let později pověřil východořímský císař Zenon ostrogótského krále Theodoricha vedením výpravy na Apeninský poloostrov. Po Odoakerově porážce v roce 493 učinil sice Theodorich z Itálie vlastní, fakticky nezávislou doménu, Zenon se však zbavil ohrožení ze strany Ostrogótů, kteří před svým odchodem soustavně pustošili balkánské provincie.
Po Zenonovi nastoupil Anastasius I., letitý představitel státní správy římského původu, který se v prvním desetiletí svého panování musel vypořádávat s Isaury. Anastasius se ukázal jako mimořádně zdatný administrátor a energický reformátor, když zdokonalil monetární soustavu a provedl zásadní úpravy daňové soustavy, v rámci níž snížil daňové zatížení městského obyvatelstva. Přesto zanechal ve státní pokladně enormní sumu 320 000 liber zlata.

### Formální znovusjednocení a nová závislá území

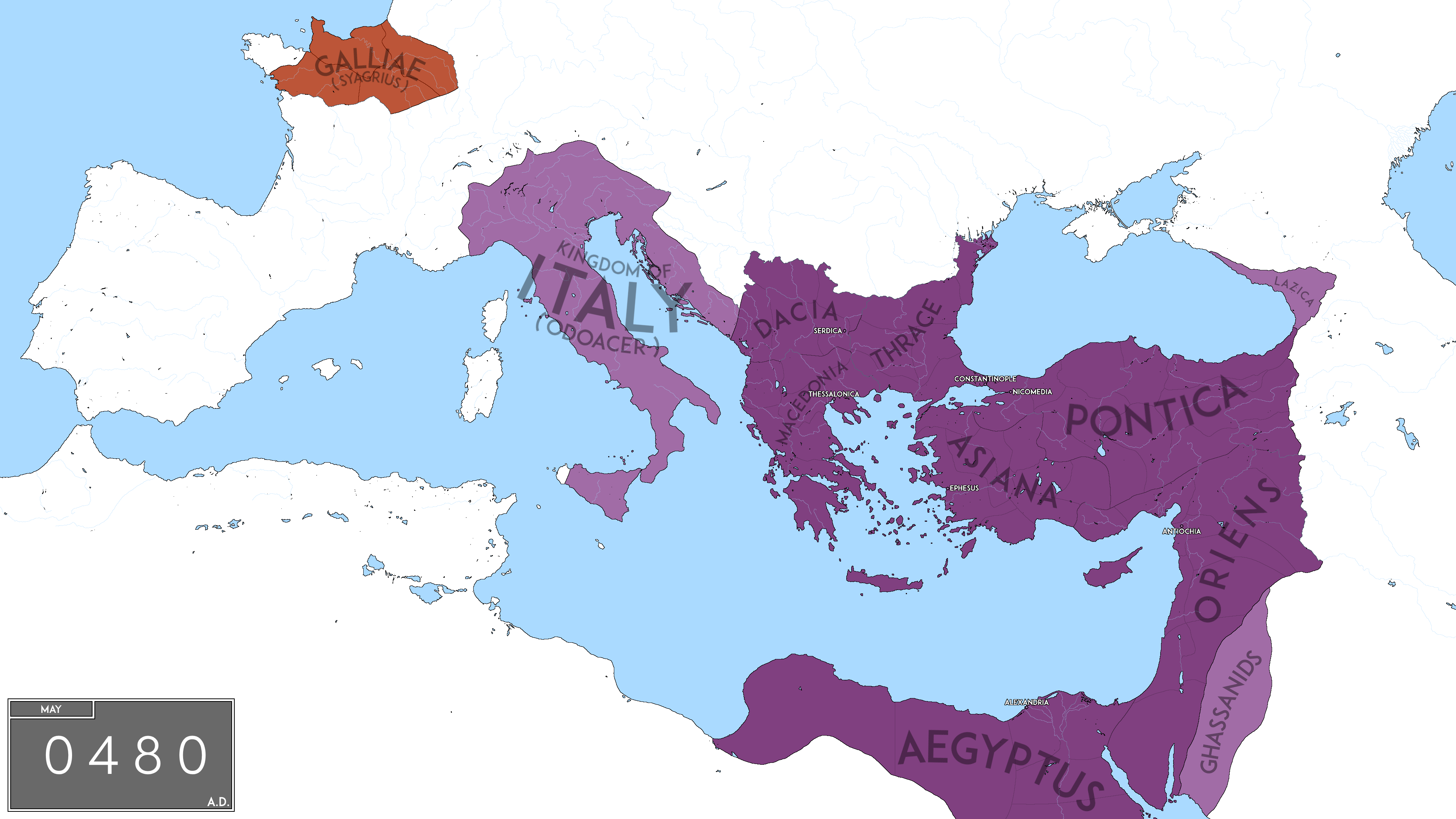
Říše v době Leonovců (tmavě fialová), Odoakerova Itálie a Syagriova říše (červeně)

Po sesazení císaře Romula Augusta nechal Odoaker odeslat císařské insignie císaři Zenonovi s prohlášením, že pro obě poloviny říše dostačuje jeden císař. Tím uznal Zenonovu svrchovanost nad Západem a říše se formálně sjednotila. Zenon Odoakerovi udělil titul patricia a učinil jej místodržícím nad západní polovinou říše. Svrchovanost Konstantinopole uznala roku 507 i Franská říše, takže na Římské říši bylo de iure závislé i království Franků. Odoaker tak předešel konfliktu s Východořímskou říší a jeho vládu v Itálii to nijak neomezovalo, naopak. Odoaker projevoval formální respekt vůči sesazenému poslednímu legitimnímu západořímskému císaři Juliovi Nepotovi a nechal v Mediolanu a Ravenně razit solidy se jmény obou císařů, ale jinak vládl Itálii zcela nezávisle jako suverénní král a neměl zájem učinit cokoli, čím by Nepotovi dopomohl zpět k moci. V roce 480 byl Nepos ve svém venkovském sídle v Dalmácii nedaleko Salony zavražděn dvěma veliteli (comes) Viatorem a Ovidou, v čemž měl patrně prsty i někdejší císař Glycerius. Nepotovy smrti Odoaker brzy využil jako záminky ke vpádu do Dalmácie a po vítězství nad Ovidou ji připojil ke svému království. V letech 490–493 bojoval proti Ostrogótům a jejich vůdci Theodorichovi. V roce 493 uzavřeli dohodu o společném panování v Itálii. Brzy po těchto událostech Theodorich Odoakera zavraždil. V roce 493 Itálii zcela ovládla Theodorichova ostrogótská armáda a z Itálie se stalo Ostrogótské království.

### Znovudobytí západních provincií

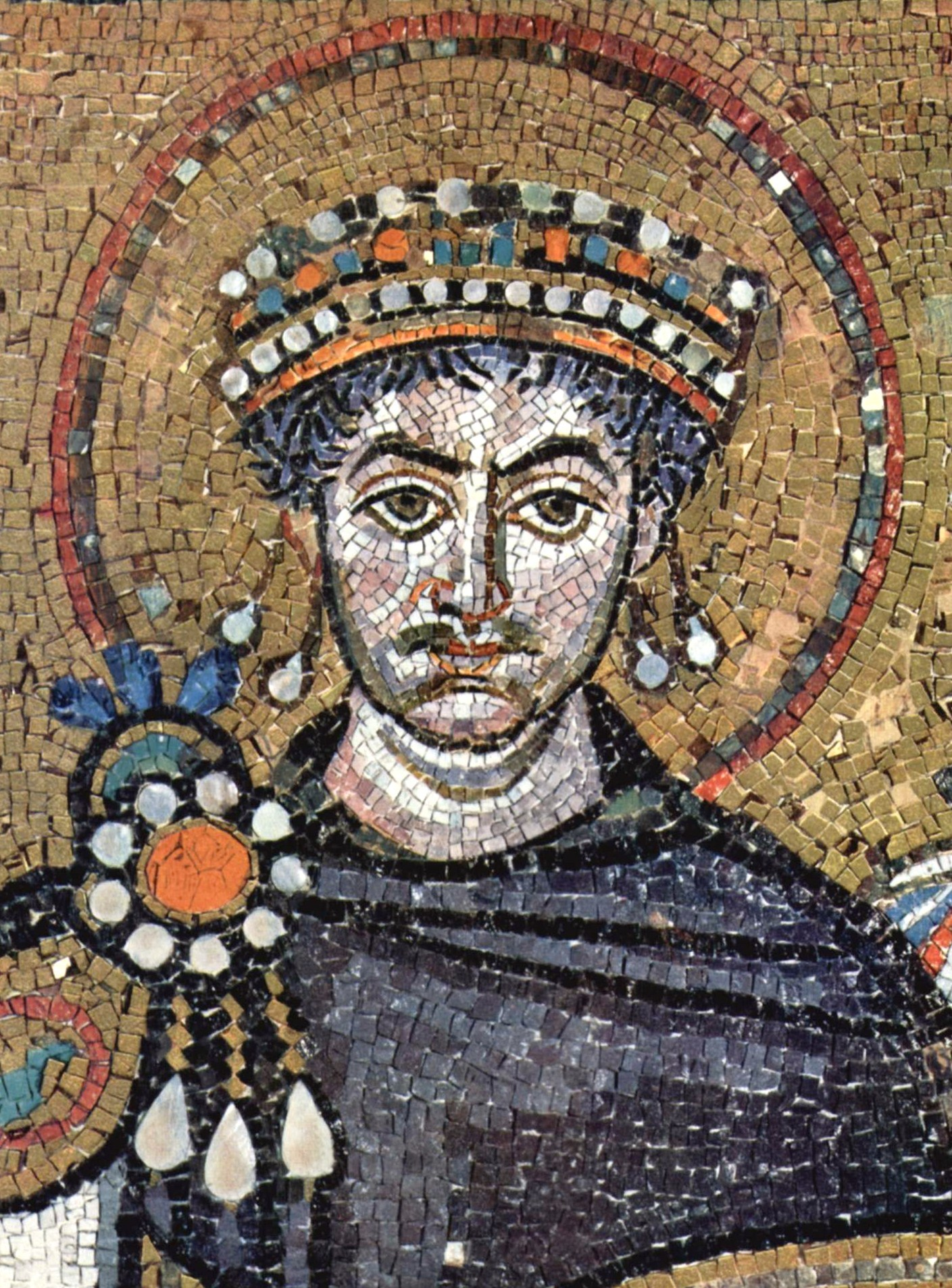
Justinián I. na mozaice v bazilice San Vitale v Ravenně

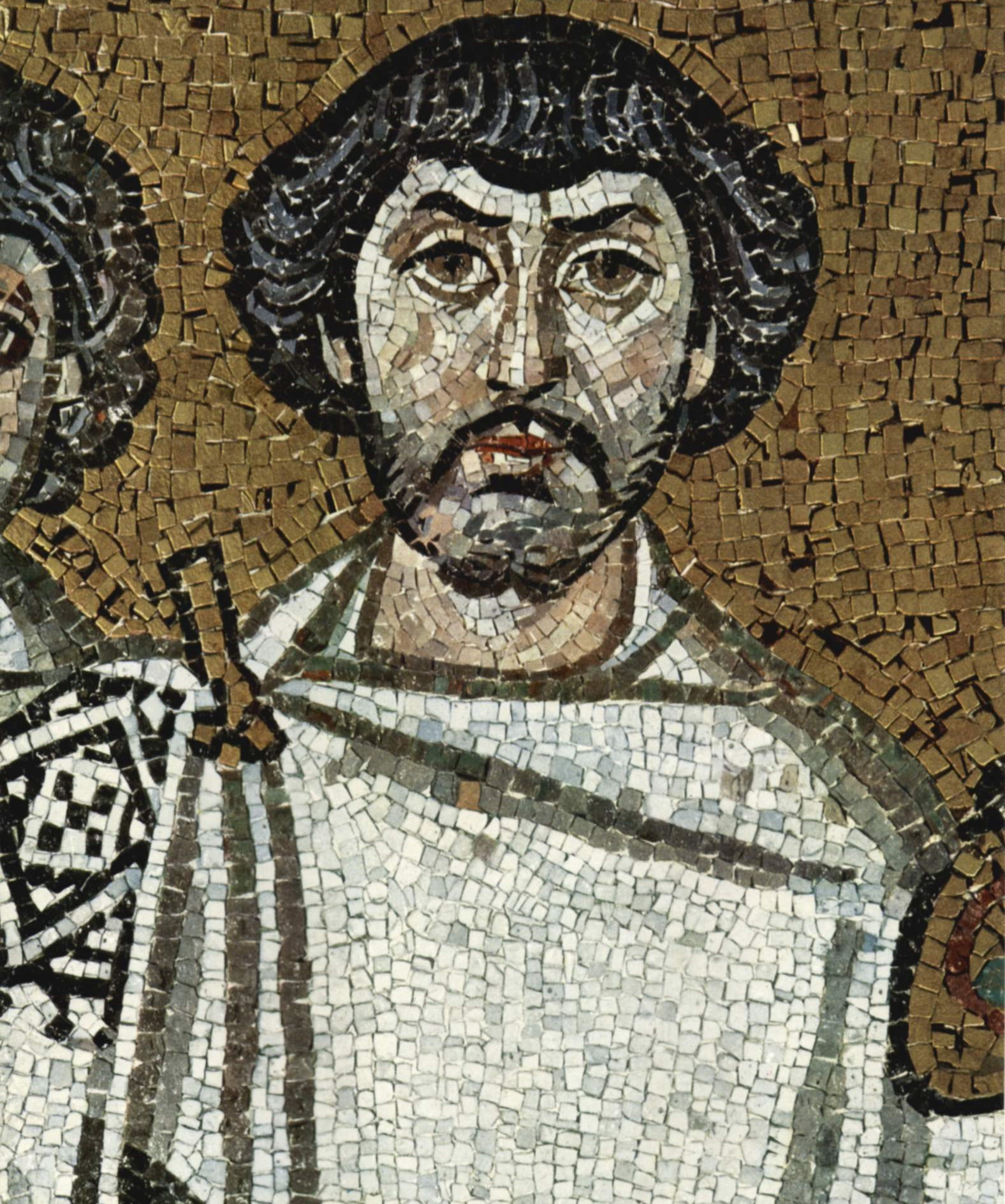
Justiniánův generál Belisar v bazilice San Vitale, Ravenna

Za panování Justina I. vykonával skutečnou kontrolu nad říší jeho schopný synovec Petrus Sabbatius. Tento potomek rolníků z Ilýrie se po strýcově smrti v roce 527 ujal vlády a stal se známým jako Justinián I. Záhy pojal úmysl obnovit římskou říši v její někdejší velikosti. Roku 532 si proto zajistil východní hranici uzavřením „věčného míru“ se sásánovskou říší, načež podnikl sérii výbojných válek na západě.
V letech 533 a 534 si Byzantinci vedení vojevůdcem Belisarem podmanili Kartágo a vyvrátili království Vandalů v severní Africe. Ostrogótskou Itálii zachvátily po Theodorichově úmrtí nástupnické zmatky, jichž Byzantinci využili roku 535 k obsazení Sicílie a Dalmácie. V následujícím roce přistál Belisar v jižní Itálii a vstoupil do Říma, nicméně Ostrogóti vytrvali v odporu do roku 540, kdy padla Ravenna. Poté se téměř poražení Ostrogóti znovu vzchopili pod velením Totily a opanovali bezmála celou Itálii. Po příchodu nového byzantského vojska, v jehož čele stál eunuch Narses, byl Totila poražen a zabit v bitvě u Taginae v roce 552. Navzdory pokračujícímu odboji Gótů a invazi Franků byl konflikt na Apeninském poloostrově posléze završen byzantským vítězstvím. Zhruba v téže době se Byzantinci angažovali ve vnitřních sporech ve vizigótské Hispánii, díky čemuž zabrali jižní část Iberského poloostrova. Byzantská přítomnost v oblasti přetrvala přibližně do roku 620.
Justiniánovo období neproslulo jenom vojenskými úspěchy, protože za jeho vlády se Byzanc povznesla rovněž kulturně, třebaže císař nechal v roce 529 uzavřít athénskou Akademii. Kromě mnoha jiných význačných osobností působili v těchto letech historik Prokopios z Kaisareie či filozof Ioannes Filoponos. Mezi léty 528 až 534 provedla komise řízená právníkem Tribonianem kodifikaci římského práva, jež byla pojmenována Corpus iuris civilis. Za Justiniána, posledního císaře, jehož rodným jazykem byla latina, byla podle návrhu architektů Isidora z Mílétu a Anthémia z Trallu vybudována monumentální bazilika Hagia Sofia, představující po tisíc let největší křesťanský chrám na světě.
Justinián čelil nesnadným výzvám a již roku 532 ustál s přispěním císařovny Theodory nebezpečné povstání Níká v Konstantinopoli. Vedle toho se prohlubovalo napětí mezi ortodoxními křesťany a monofyzity, zvláště ve východních provinciích. Sásánovský král Husrav I. vtáhl v roce 540 do Sýrie a zle vyplenil Antiochii, metropoli římského Orientu. Namáhavá válka s Persií vyplnila takřka celý zbytek Justiniánova panování. Taktéž Balkán, jehož obrana byla oslabena odesláním vojenských sborů na západ, utrpěl vážné škody způsobené opakovanými nájezdy Slovanů a Bulharů. Počátkem čtyřicátých let 6. století postihl říši pustošivý justiniánský mor, jemuž padla za oběť asi čtvrtina populace východního Středomoří. Rapidní úbytek obyvatelstva společně s neustálým válčením přispěl k hospodářskému úpadku a vyprázdnění státní pokladny.
Justiniánova dlouhá vláda symbolizovala podle názoru některých historiků důležitou přechodovou fázi vývoje klasické antické kultury v raně byzantskou civilizaci. Georgij Aleksandrovič Ostrogorskij tudíž Justiniána považoval za „posledního římského imperátora“.
Několik let po Justiniánově smrti v roce 565 odmítl jeho následník Justinus II. odvádět Peršanům smluvený tribut, což vedlo ke zdlouhavé válce, vyčerpávající obě soupeřící mocnosti. V roce 568 vpadli germánští Langobardi do Itálie, jejíž větší část si do konce 6. století podrobili. Justinův nástupce Tiberios II. se soustředil hlavně na eliminování perské hrozby. Jeho vojevůdce Maurikios sice na východní frontě vedl obratné vojenské operace, avšak v roce 582 dobyli Avaři pevnost Sirmium na Balkáně a Slované zahájili masivní útoky směřující do nitra poloostrova. Maurikios, který se chopil moci po Tiberiovi, se zapojil do vnitřních bojů v perské říši a v roce 591 dosadil v Ktésifóntu legitimního panovníka Husrava II. Císař pak uzavřel se Sásánovci výhodný mír, jimž posunul hranice říše na východě. Někdy v téže době nechal zřídit exarcháty v Ravenně a Kartágu, přičemž byl poprvé opuštěn pozdně antický princip oddělení civilní a vojenské správy. Po vítězství nad Peršany zakročil Maurikios proti Avarům a Slovanům a do roku 602 je vytlačil zpět za Dunaj. Ale námaha tažení vyvolala v armádě vzpouru, která vynesla na trůn uzurpátora jménem Fokas. Ten dal zavraždit Maurikia a všechny jeho mužské příbuzné.

### Boj o přežití
Husrav II. využil Maurikiovy násilné smrti jako záminky k rozpoutání nového konfliktu a k napadení Arménie a římské Mezopotámie. Proti neoblíbenému Fokovi, jenž je v byzantských pramenech líčen jako tyran, byla zosnována spiknutí z řad konstantinopolských senátorů. V roce 610 byl nakonec sesazen Herakleiem, synem kartaginského exarchy. Ani nový císař nebyl ale zpočátku schopen zadržet nápor Peršanů, jimž se během pár let podařilo dobýt většinu byzantských východních provincií. Do roku 619 odňali říši Sýrii a Egypt, dvě nejbohatší a nejlidnatější země, a pronikli hluboko do Malé Asie, takže se říše ocitla na pokraji kolapsu. Z Jeruzaléma dokonce Sásánovci uloupili posvátný Kristův kříž. Balkán byl svírán Avary a jejich slovanskými vazaly, trvale se usazujícími na byzantské půdě.

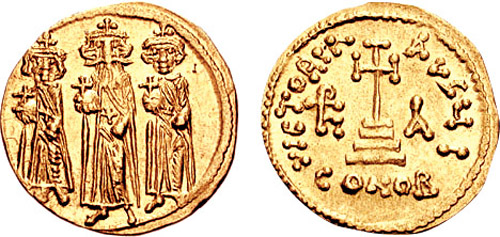
Solidus vyobrazující Herakleia a jeho syny

Za nanejvýš kritických okolností se Herakleios roku 622 odhodlal k zahájení protiofenzívy, záhy nabývající povahy svaté války, a uspořádal několik tažení na perské území, jimiž zvrátil dosavadní průběh střetnutí. V roce 626 byli Avaři a Slované drtivě poraženi při obléhání Konstantinopole. Když sásánovské vojsko podlehlo Byzantincům v bitvě u Ninive v roce 627, uzavřeli Peršané mír, v němž se vzdali všech svých výbojů, a Herakleios mohl slavnostně vrátit svatý kříž do Jeruzaléma. Už za války s Peršany Herakleios povýšil řečtinu na úřední jazyk. Z císařské titulatury vypustil latinské slovo imperator a nadále se nechal oficiálně označovat jako basileus, někdy je proto považován za prvního byzantského císaře.
Dlouhý a namáhavý konflikt s Peršany říši enormně vyčerpal a učinil ji tak mimořádně zranitelnou vůči islámské expanzi, zahájené Araby počátkem třicátých let 7. století. V roce 636 arabští beduíni vedení Chálidem ibn al-Valídem porazili Byzantince v bitvě u Jarmúku, v důsledku čehož ztratila říše Sýrii a Palestinu, jejichž monofyzitské obyvatelstvo kladlo útočníkům jen zanedbatelný odpor. Po kapitulaci Alexandrie v roce 642 dobyli muslimové Egypt a v dalších letech se jim podvolila také Arménie, ačkoli Byzantinci se pokoušeli obě tyto země získat zpět. Byzanc se navzdory závažnému zmenšení svého území dokázala arabským výbojům ubránit, na rozdíl od sásánovské říše, která se do roku 651 zcela zhroutila. Byzantské vojsko se stáhlo do Malé Asie, chráněné před nepřáteli přirozenou bariérou v podobě pohoří Taurus. Arabové vybudovali z podnětu Muáviji vlastní loďstvo a narušili dosavadní námořní hegemonii Byzantinců ve východním Středomoří. Kolem roku 650 poprvé zpustošili Kypr, nedlouho nato zvítězili nad byzantskou flotilou u pobřeží Lýkie a opanovali Rhodos. V šedesátých letech vytáhl Konstans II. proti Langobardům v jižní Itálii a po krátkém pobytu v Římě přesunul svoji rezidenci do Syrakus na Sicílii, nicméně jeho nástupce ponechal sídlo vlády na východě. Stále častější, každoroční vpády Arabů do Anatolie vyvrcholily v letech 674 až 678, kdy došlo k blokádě Konstantinopole. Útočníci byli odraženi, k čemuž výrazně přispělo použití „řeckého ohně“ proti arabským lodím.

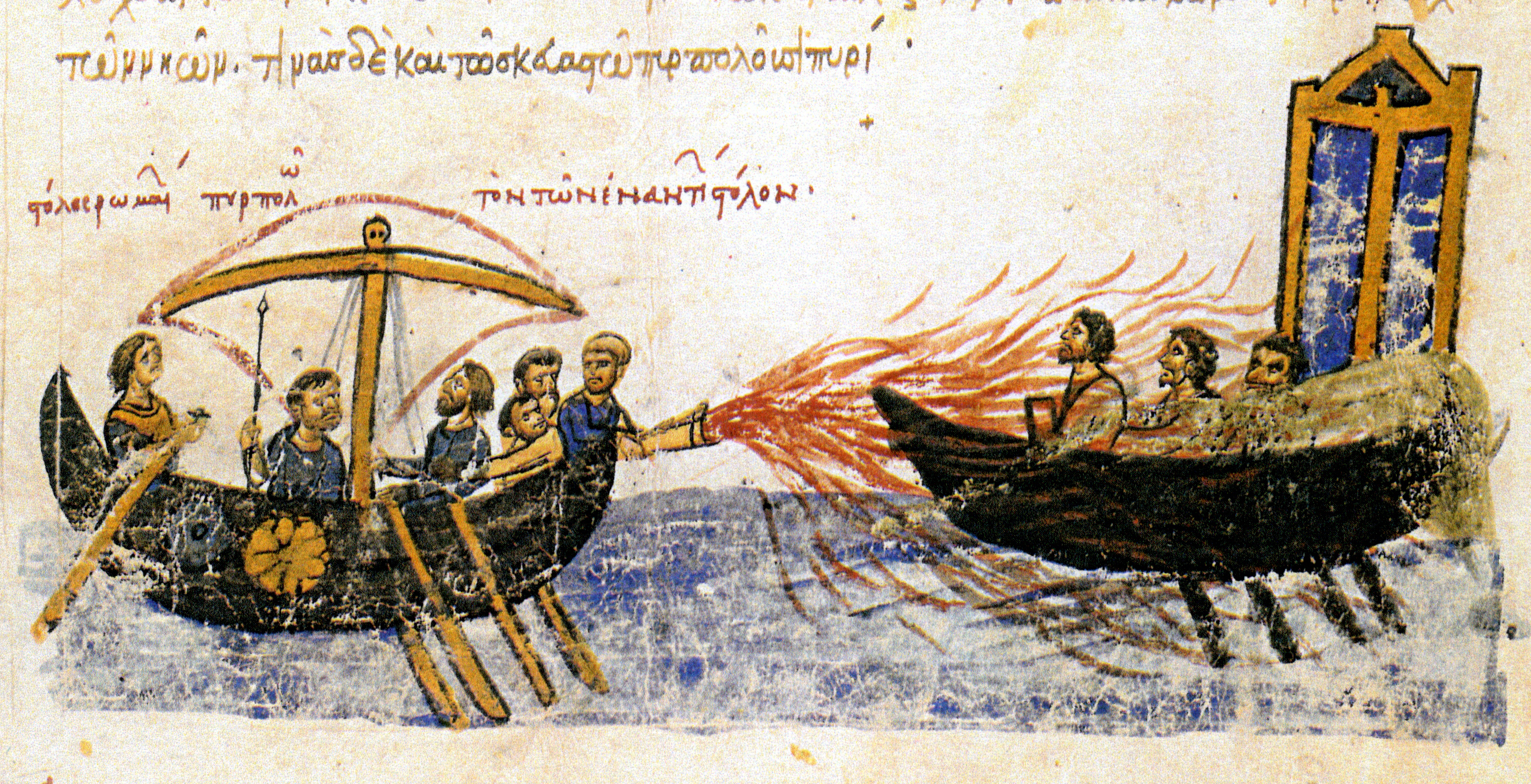
Řecký oheň byl poprvé použit za byzantsko-arabských válek

Arabská expanze připravila říši o téměř dvě třetiny jejího dřívějšího území, třebaže někteří císařové zpočátku usilovali o zvrácení těchto dopadů. V souvislosti s tím vzalo definitivně za své pozdně antické uspořádání státu a společnosti. Dosud přežívající poleis byly buď úplně opuštěny, nebo se vyvinuly v menší opevněná sídla, nazývaná kastra, kvůli čemuž získalo byzantské hospodářství agrárnější charakter. Ztráta Aramejci a Kopty obývaných území na východě a jihu napomohla vyšší kulturní jednotě a uniformitě říše, neboť zbývajícímu teritoriu dominoval řecký jazyk a ortodoxní obyvatelstvo, takže problém s monofyzity byl fakticky vyřešen. Nejspíše za Konstanta II. proběhla reorganizace členění říše vytvořením themat, administrativních jednotek, v nichž byli usazeni vojáci někdejších polních armád. Dřívější převážně žoldnéřskou armádu nahradilo vojsko sestávající z mužů bránících půdu, jež jim byla svěřena k obdělávání. Velitelé jednotlivých themat, mající titul strategos, byli obdařeni kompetencemi i v oblasti civilní správy. Těmito změnami se postupně završil proces transformace východořímského impéria ve středověkou Byzantskou říši.
Ve druhé polovině 7. století byli nomádští Protobulhaři zatlačeni Chazary směrem k dolnímu Dunaji. Konstantin IV. jim chtěl zabránit v postupu na Balkán, obývaném Slovany, v roce 680 byl ale poražen a s chánem Asparuchem uzavřel smlouvu, jíž uznal vznik bulharské říše v Moesii. Přítomnost Bulharů poskytovala Slovanům podporu v jejich boji s Byzantinci. Justinián II., poslední císař herakleiovské dynastie, se snažil obnovit byzantský protektorát nad Arménii a posiloval obranu Malé Asie usídlením tisíců Slovanů, zajatých v Thrákii a Makedonii, z nichž však mnozí přešli k Arabům. V roce 695 Justinián podlehl spiknutí aristokracie, načež byl zmrzačen a vypovězen do vyhnanství. Zatímco se v Konstantinopoli střídali císaři, Arabům se roku 698 podařilo dobýt Kartágo. Justinián se za asistence Bulharů dokázal znovu ujmout moci, ovšem v roce 711 byl zavražděn.

### Obrana říše a spory o uctívání ikon

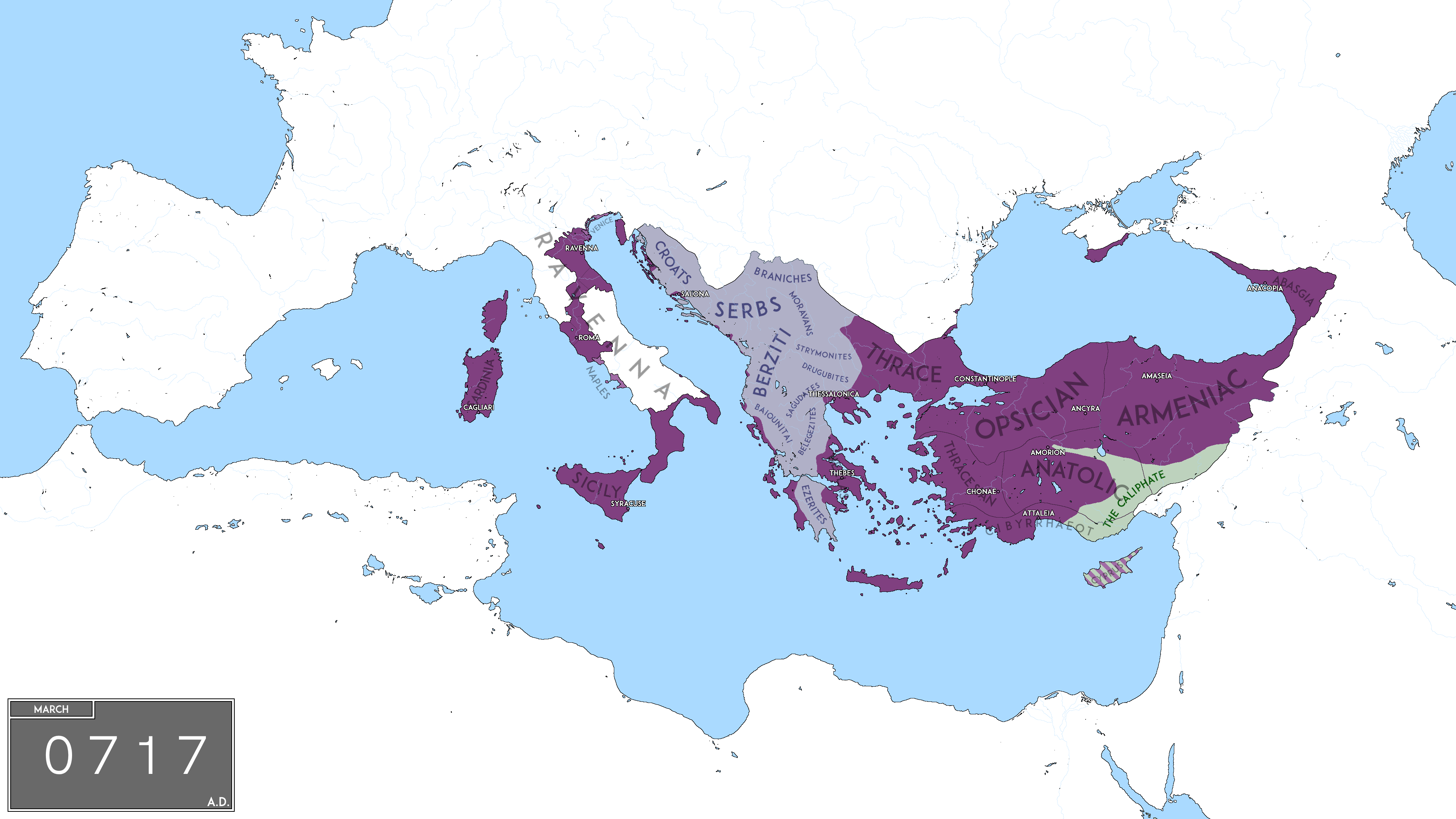
Územní rozsah Byzance na přelomu 7. a 8. století

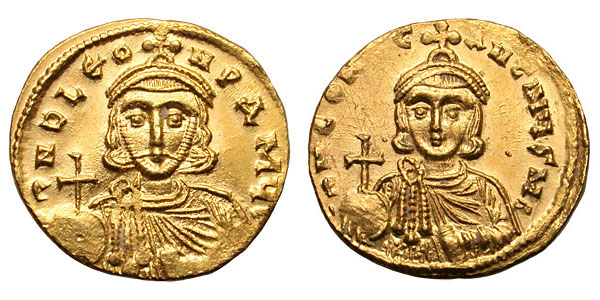
Solidus Leona III. a Konstantina V.

Slabost byzantské vlády, opakující se uzurpace a neustávající občanské války, trvající prakticky od prvního Justiniánova sesazení, podněcovaly muslimy k zintenzivnění útoků proti říši. V létě 717 početné arabské vojsko, podporované mohutnou flotilou, oblehlo Konstantinopol, již svíralo celý jeden rok. Díky schopnostem Leona III., zdařilým námořním operacím, nezvykle tuhé zimě let 717 až 718 a bulharské pomoci byl tento masivní úder odvrácen. Nehledě na pohromu utrpěnou u Konstantinopole pokračovali houževnatí Arabové v plenění maloasijského zázemí říše, přestože je Byzantinci v čele s Leonem v roce 740 přesvědčivě zdolali v bitvě u Akroinu. I pak pokračovali muslimové v ničivých výpravách proti Byzanci, nicméně nejnaléhavější ohrožení z jejich strany pominulo.

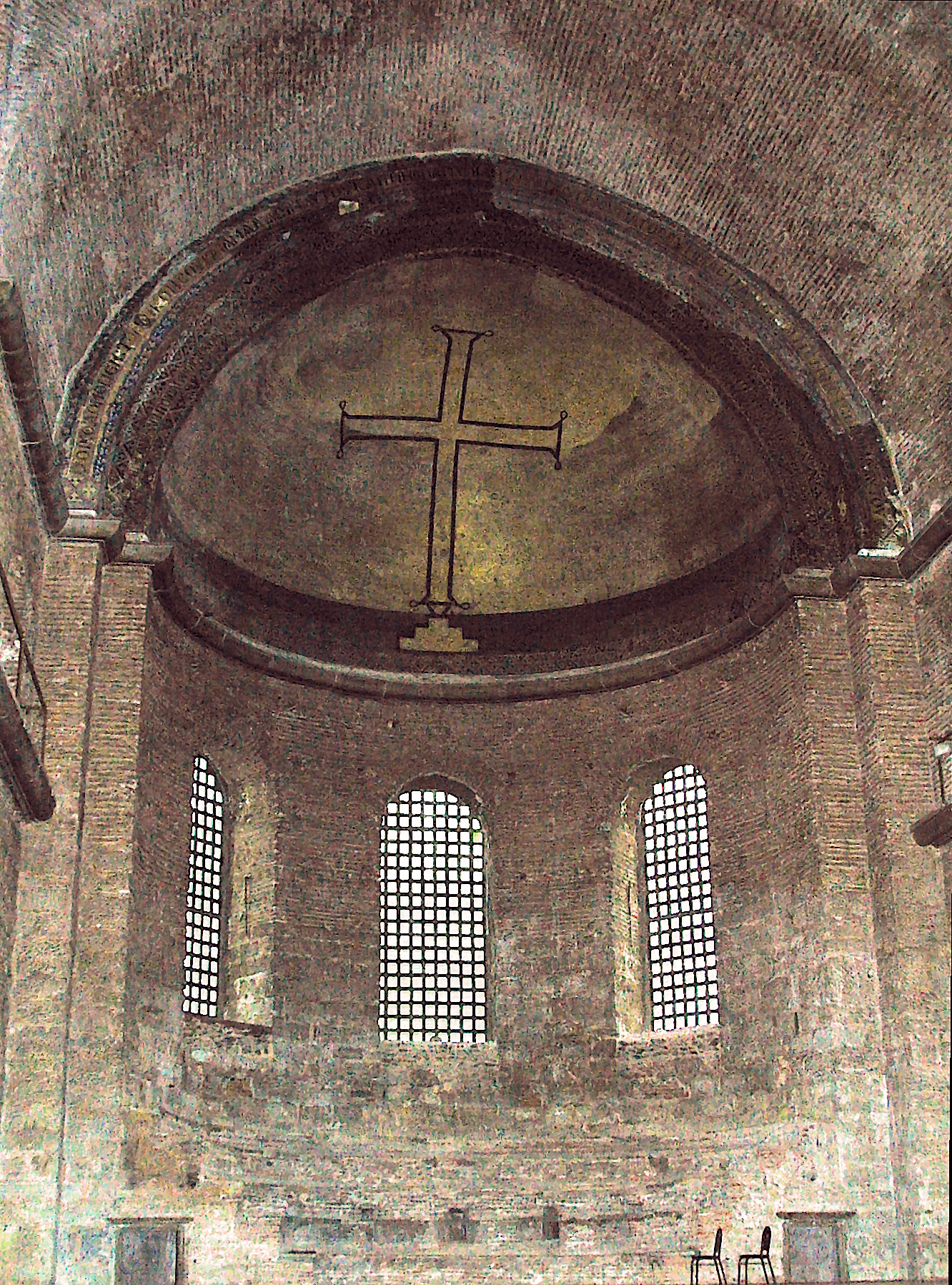
Prostý kříž v chrámu Hagia Eiréné je pozůstatek ikonoklasmu

Leon si počínal velmi úspěšně v oblasti vojenství a provedl důležité reformy ve vnitřní správě říše. Zřejmě na základě hlubokého osobního přesvědčení dal v roce 726 impuls ke vzniku obrazoboreckého hnutí, stavějícího se proti uctívání ikon. V tomto sporu, štěpícím byzantskou společnost po více než jedno století, se střetli zastánci prokazování úcty ikonám (ikonodulové) s obrazoborci (ikonoklasti). V obrazoborectví se projevily trvající rozpory mezi evropskými a orientálními tradicemi byzantské kultury. Odmítání ctění ikon mělo širokou podporu v maloasijských provinciích a tamějším vojsku, naproti tomu za ikony se postavily řecké církevní kruhy, zejména kláštery. Papež odsoudil císařovu náboženskou politiku, čímž znatelně poklesl byzantský vliv v Římě. Krátce po Leonově prvním projevu odklonu od kultu obrazů, vypukla vážná povstání v Řecku a v ravennském exarchátu.
V roce 741 přešla vláda na Leonova syna Konstantina V., jenž reorganizoval císařskou gardu v tagmata, profesionální sbory působící jako protiváha vzpurným themovým oddílům. Konstantin navázal na otcovu ikonoklastickou politiku a v roce 754 na koncilu v Hiereii formálně zakázal uctívání ikon. Později se uchýlil k otevřenému pronásledování ikonodulů, kvůli čemuž je v pramenech líčen jako despotický císař. Podnikl rovněž několik kořistnických výprav do syrského pohraničí chalífátu, destabilizovaném občanskou válkou mezi Umajjovci a Abbásovci, a celkem devíti taženími proti Bulharům vážně podlomil jejich sílu, přičemž zahájil postupnou rekonstrukci byzantské kontroly Thrákie. Roku 751 však Langobardi dobyli Ravennu, aniž by Byzantinci byli schopni jakkoli zasáhnout. Konstantinův syn Leon IV., jehož matkou byla chazarská princezna, vystupoval ve sporu o uctívání obrazů spíše umírněně. Poměrně slibně započaté panování ukončila císařova nečekaná smrt v roce 780.
Řízení státu se za nezletilého Konstantina VI. ujala jako regentka jeho matka a vdova po Leonovi, císařovna Irena. Ta byla nakloněná ikonodulii a v roce 787 proto svolala Druhý nikajský koncil, jehož delegáti se vyslovili pro obnovení kultu obrazů. Poté, co její syn nabyl dospělosti, zdráhala se mu Irena předat moc a nakonec svolila jen pod nátlakem bouřícího se vojska. Ovšem v roce 797 ho zbavila vlády a sama se prohlásila za císaře. Sesazený Konstantin VI. byl oslepen a zanedlouho zemřel. Irenina autorita, otřesená tímto zločinem, byla dále narušena, když v roce 800 papež Lev III. korunoval Karla Velikého císařem. Karel dokonce vyslal do Konstantinopole své emisary, jejichž prostřednictvím nabízel Ireně uzavření sňatku. Dříve, než mohla odpovědět, podlehla v roce 802 spiknutí. Leonem III. založená syrská dynastie tím byla svržena.

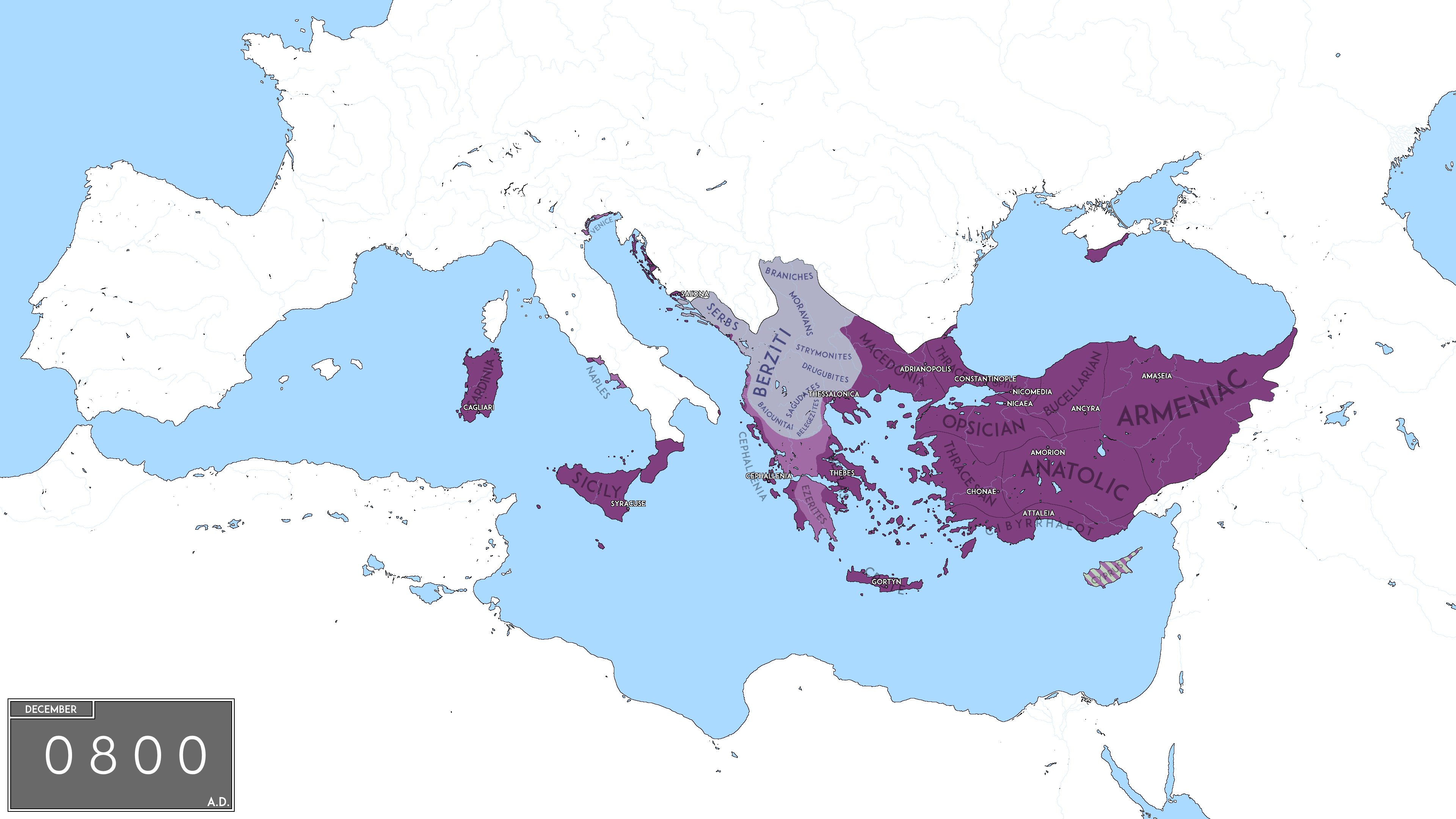
Území Byzance na začátku 9. století

Nový císař, schopný Nikeforos I., zavedl reformy v zájmu zvýšení státních příjmů a po vzoru svých předchůdců pokračoval v regrecizaci Balkánu usazováním maloasijských kolonistů na Peloponésu a v Řecku. V roce 811 se vypravil vstříc bulharskému chánovi Krumovi, jemuž se podařilo zaskočit byzantské vojsko a připravit císaře o život. Opětovně vyvstalá bulharská hrozba byla dočasně zažehnána Krumovou náhlou smrtí při přípravách útoku na Konstantinopol, díky čemuž mohl Leon V. uzavřít s jeho nástupcem mírovou smlouvu. Za panování tohoto císaře, zastávajícího nepřátelský postoj k obrazům, započala druhá fáze ikonoklasmu. Leonova násilná smrt vedla k tříleté občanské válce, v níž Michael II. zdolal po urputném boji Tomáše Slovana. Tento vnitřní konflikt zásadně redukoval byzantské námořnictvo, čehož využili Arabové k dobytí Kréty roku 826 a k vylodění na Sicílii v dalším roce. Michael II., zakladatel amorijské dynastie, zanechal říši svému synovi Theofilovi, který promyšlenými opatřeními pozvedl sílu armády a zvýšil efektivitu obrany říše před Araby. V boji s nimi musel ale snést pokořující nezdar, když muslimové zle vydrancovali město Amorion, z něhož pocházel císařův rod. Po Theofilově předčasném skonu vystupovala jeho manželka císařovna Theodora jako regentka za svého nedospělého syna Michaela III. Roku 843 bylo s konečnou platností prosazeno uctívání obrazů a v téže době bylo vystupňováno pronásledování paulikiánů, příslušníků křesťanského heretického hnutí, šířícího se převážně ve východních oblastech říše.
V důsledku fragmentace abbásovského chalífátu došlo ve druhé polovině 9. století k obratu v dosavadním veskrze obranném boji na východních hranicích. Byzantinci se střídavými úspěchy útočili na Krétě a v deltě Nilu, kde se přechodně zmocnili egyptské Damietty. V roce 860 se museli bránit prvnímu z řady loupeživých nájezdů ze severu příchozích Rusů. Roku 863 byzantské vojsko uštědřilo v bitvě u řeky Lalakaon drtivou porážku emírovi z Meliteny. Toto vítězství fakticky vymezuje počátek byzantské protiofenzívy na východě. Ve stejném roce započalo začleňování Slovanů do kulturního a náboženského okruhu říše vysláním misie bratrů Konstantina a Metoděje na Velkou Moravu. Nedlouho nato byl bulharský chán Boris I. přinucen přijmout křest z rukou byzantských duchovních. Vztahy se Západem zjitřené rozpory v záležitosti církevní subordinace právě christianizovaného Bulharska ještě zhoršilo Fotiovo schizma, zapříčiněné zpochybněním povýšení konstantinopolského patriarchy Fotia papežem Mikulášem I.

### Zlatý věk Byzance za makedonské dynastie

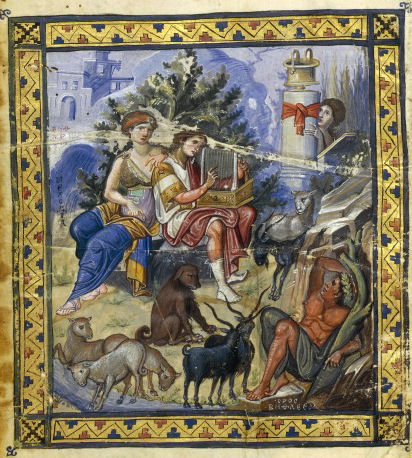
Malba v Pařížském žaltáři nesoucí silné vlivy makedonské renesance

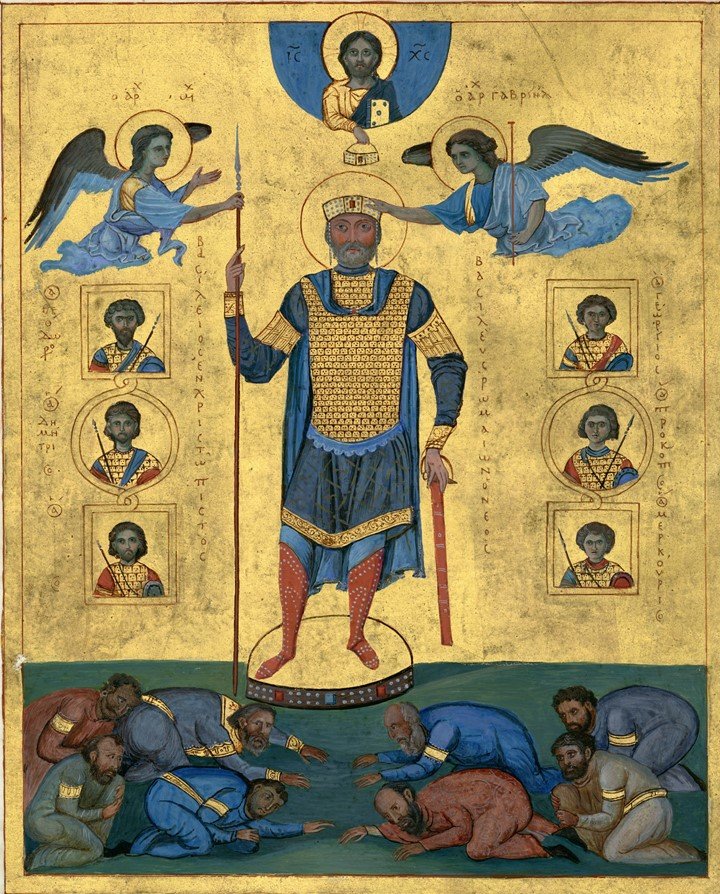
Basileios II. na replice manuskriptu z 11. století

V roce 867 byl Michael III. zavražděn svým oblíbencem Basileiem, jenž se chopil trůnu a ustavil makedonskou dynastii. Energický Basileios I. pokračoval v taženích směrem k Eufratu a do roku 872 zdolal paulikiány, podporované Araby. Kromě toho obnovil byzantskou kontrolu jižní Itálie a upevnil autoritu říše v oblasti Jaderského moře. Souběžně s mocenským vzestupem zažívala Byzanc počátek nové epochy kulturního rozkvětu, označované jako makedonská renesance. Basileiův nástupce Leon VI. proslul jako vzdělaný a moudrý císař, ačkoli politicky ani vojensky se svému otci nevyrovnal. Za Leona ztratili Byzantinci poslední dvě pevnosti na Sicílii a v roce 904 zpustošili arabští piráti z Kréty Soluň, druhé největší město říše. Leon se také neúspěšně střetl s ambiciózním bulharským knížetem Symeonem I., proti jehož říši Byzantinci povolali kočovné Maďary.
Po Leonově smrti v roce 912 ještě vzrostlo nebezpečí ze strany Bulharů. Symeon si nejprve vynutil korunovaci za cara a v roce 917 Byzantince přesvědčivě porazil v bitvě u Anchialu, po níž Bulhaři vyplenili Řecko až ke Korintu. Tyto spletité okolnosti přiměly admirála Romana Lakapena, aby převzal moc na místo Leonova nezletilého syna Konstantina VII. Lakapenos si počínal jako mimořádně schopný státník, přičemž rozhodně bránil Symeonovu úsilí o dobytí Konstantinopole. Od okamžiku carovy smrti v roce 927 se poměry na Balkáně vyvíjely pro říši příznivě. Jakmile si Byzantinci vykoupili tributem mír s Bulhary, vrhli veškeré dostupné síly do ofenzívy na východě. Svými vítězstvími v Mezopotámii a posunutím byzantské hranice na východ od Eufratu se proslavil obzvláště generál Ioannes Kurkuas. Ten v roce 934 připojil k říši Melitenu a o deset let později získal z Edessy posvátné mandylion. Roku 941 byzantské námořnictvo přesvědčivě odrazilo nový útok Rusů.
Lakapenovým sesazením v roce 944 se Konstantin VII. stal jediným císařem. Vládu ovšem místo něho i nadále vykonávali jiní, jelikož se věnoval především svým vědeckým a badatelským zájmům. Poté, co Konstantin zemřel, panoval krátce jeho syn Roman II., za něhož vojevůdce Nikeforos Fokas dobyl v roce 961 Krétu, posléze odejmul Arabům Kilíkii a obsadil Aleppo. Po císařově brzké smrti se Nikeforos oženil s vdovou Theofano a ujal se trůnu s Romanovými malými syny jako spolucísaři. Nikeforos zaměřil svoji pozornost na Mezopotámii a Sýrii, kam podnikal pravidelná tažení. Po vypuknutí války s Bulhary přesvědčil prostřednictvím diplomacie ruského knížete Svjatoslava I., aby proti nim uspořádal výpravu. Na východě si Byzantinci podrobili Kypr a v roce 969 padla do jejich rukou syrská metropole Antiochie, jedno ze sídel východních patriarchů. Sotva několik měsíců po tomto triumfu byl Nikeforos zavražděn z podnětu Jana Tzimiska, někdejšího velitele východní armády, který se ihned chopil moci jako nový císař.
Svjatoslav si svým zásahem v Bulharsku v roce 968 tuto zemi podmanil, což vyústilo v konflikt s jeho dosavadními byzantskými spojenci. Tzimiskes se vypravil proti Rusům, plenícím Thrákii, a ve dvou střetnutích Svjatoslava přesvědčivě porazil. Vytlačením Rusů za Dunaj si Byzantinci zajistili východní Bulharsko a Dobrudžu. Císař se potom vydal do horní Mezopotámie a během tažení v Sýrii v roce 975 byzantské vojsko dobylo četná tamější města, včetně Emesy a Damašku. Byzantinci pronikli dokonce do Palestiny, kde obsadili Caesareiu, avšak v postupu na Jeruzalém jim zamezili Fátimovci.
V roce 976 zemřel Jan Tzimiskes při zpáteční cestě ze Sýrie, načež vláda připadla Basileiovi II., staršímu ze synů Romana II. Basileiovu pozici ztěžovala přílišná moc rádců a generálů, překážejících císaři v samostatném řízení státu a armády. Když se pokusil vymanit z jejich vlivu, vypukly proti němu v Anatolii dvě rozsáhlé vzpoury, do jejichž čela se postavili ambiciózní představitelé pozemkové aristokracie, stojící vůči císaři vytrvale v opozici. Do roku 989 Basileios překonal odpor svých protivníků uvnitř říše, v čemž mu výrazně pomohl kníže Vladimír I. Ten vyslal do Konstantinopole několik tisíc svých mužů, z nichž Basileios vytvořil varjažskou gardu. Ruský kníže si za to vyžádal ruku císařovy sestry a ještě před svatbou přijal křest, čímž započala christianizace Kyjevské Rusi.
Bulhaři mezitím využili nepokojů v říši, pod vedením Samuela se vzbouřili proti Byzantincům a získali kontrolu nad většinou Balkánu. Basileios nicméně projevil mimořádné odhodlání ve snaze o zdolání Bulharů, od čehož ho neodvrátil ani prvotní nezdar v bojích s nimi. V průběhu každoročních tažení, pořádaných po více než dvacet let, si císař metodicky podroboval nepřátelská města a území. Série byzantských vítězství oslabila Samuelovo vojsko, jemuž Basileios uštědřil v roce 1014 ničivou porážku v bitvě v průsmyku Kleidion. Bulhary zajaté v tomto střetnutí přikázal oslepit a vysloužil si tak přízvisko Bulgaroktonos („Bulharobijce“). V roce 1018 se Byzantincům vzdaly poslední pevnosti Bulharů a celá jejich země se na téměř dvě staletí stala součástí říše.
Třebaže se Basileios primárně soustředil na odstranění bulharského problému, nepouštěl ze zřetele ani další výboje v Orientu. Osobně vedl dvě trestné výpravy proti fátimovskému chalífátu, expandujícímu v Sýrii. Kromě toho anektoval arménské království Vaspurakan a porazil Ibery. Císařova východní politika se přesto zaměřovala hlavně na stabilizaci toho, co bylo získáno dříve. Po dobytí Bulharska a konsolidaci byzantského panství v jižní Itálii se Basileios v samém závěru vlády rozhodl k invazi na Sicílii, drženou Araby. Ačkoli tento odvážný záměr už nestihl zrealizovat, v momentě jeho smrti, v roce 1025, se Byzantská říše rozprostírala od jižního cípu Apeninského poloostrova a Dunaje po vzdálenou Arménii a Eufrat.

### Krize a rozvrat
Éra dobyvatelských válek zásadně změnila strukturu byzantské společnosti a zprostředkovaně poznamenala i obranyschopnost říše. Byzantské hranice střežily nepravidelné oddíly tzv. akritai. Vlastní jádro byzantské branné moci představovali až do 10. století vojáci-zemědělci (stratiotai), obhospodařující své usedlosti. Od počátku 9. století jsou patrné známky vzestupu úzké aristokratické vrstvy pozemkových magnátů (dynatoi) sídlících v Malé Asii, z jejichž řad se rekrutovaly velitelské kádry armády. Bohatství a vliv těchto magnátů mohutněly na úkor rolníků, upadajících do závislého postavení (paroikoi), k čemuž vedle jiných faktorů přispívaly vyšší daně nezbytné k zajištění financování expanze a rostoucí náklady na výzbroj, zapříčiněné ofenzivnějším pojetím válčení. Tento vývoj vedl k podkopání thémového systému obrany státu, neboť postupně likvidoval rezervoár lidských sil vojska, v němž mohli sloužit jen svobodní muži. Roman I. Lakapenos a Basileios II. se tomuto nepříznivému trendu snažili čelit omezováním magnátů a zvýhodňováním rolníků. Po Basileiovi nebyl žádný jiný císař schopen zabránit skupování polností drobných zemědělců pozemkovými aristokraty. Ochrana říše byla tudíž na místo nedostačující domácí armády stále více svěřována méně efektivnímu a nákladnějšímu námezdnému vojsku.

Byzanc na sklonku vlády Basileia II.

Po roce 1025 se na trůně v Konstantinopoli vystřídala v rychlém sledu řada veskrze průměrných a bezvýznamných císařů, panujících vždy jenom pár let. Síla říše zůstala neztenčena především zásluhou schopných vojáků, jakým byl třeba Georgios Maniakes, který v roce 1032 získal pro Byzanc Edessu. Později byl vyslán s vojskem na Sicílii, kde se mu roku 1040 takřka podařilo naplnit Basileiův plán dobytí ostrova. Pak byl Konstantinem IX. odvolán a zanedlouho zahynul při vzpouře proti tomuto císaři. Kolem poloviny 11. století se na hranicích říše objevilo mnoho doposud spíše neznámých nepřátel: v roce 1048 překročili Pečeněhové, v minulosti byzantští spojenci proti Bulharům, Dunaj a vyplenili Balkán. V Arménii se jen o dva roky dříve Byzantinci prvně setkali se seldžuckými Turky, což Konstantina IX. neodradilo od toho, aby z fiskálních důvodů rozpustil značnou část arménských sborů. Byzantské provincie v jižní Itálii se v téže době staly předmětem zájmu Normanů, teprve nedávno příchozích na Apeninský poloostrov.
Vedle nekompetentnosti tehdejších císařů mařil odrážení nově vyvstalých hrozeb vyhrocující se konflikt uvnitř byzantské vládnoucí vrstvy. Ta byla podle názoru některých historiků rozpolcená vzájemným antagonismem mezi maloasijskými magnáty a konstantinopolskou byrokracií, reprezentovanou lidmi, jako byl filozof Michael Psellos, jenž se nemalou měrou podílel na dosazení několika císařů. Zahraničněpolitická situace říše se ještě více zhoršila za patriarchátu Michaela Kerularia, kdy v roce 1054 došlo k Velkému schizmatu. Tato událost zasadila vážný úder napjatým vztahům mezi východními a západními křesťany.

### Četné porážky

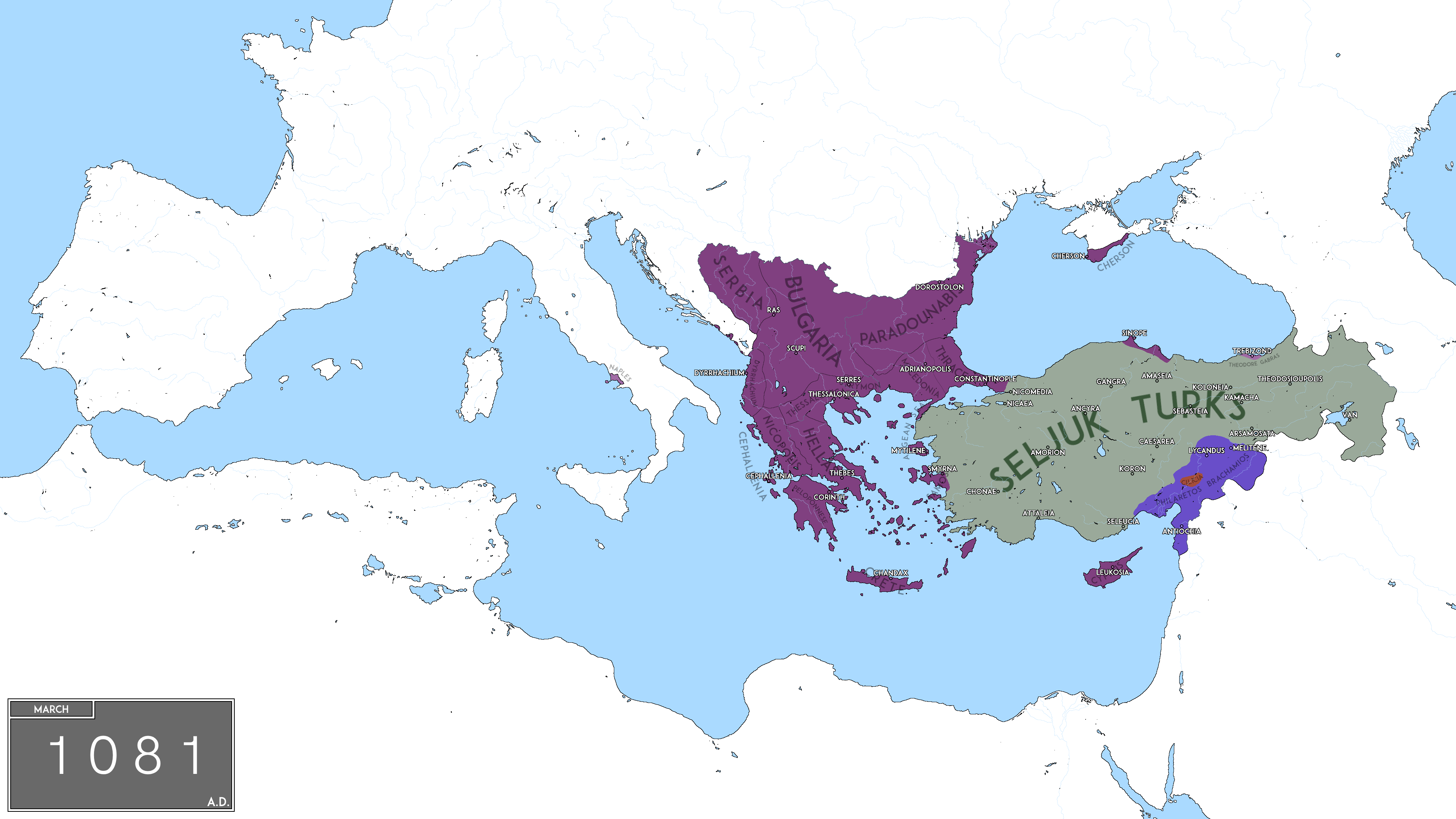
Byzanc (fialová) kolem roku 1081 v době dynastie Duků

V šedesátých letech se výrazně zintenzívnily útoky seldžuckých Turků, k čemuž přispívalo trvající zanedbávání byzantského vojska. Třebaže po dobytí Persie a Bagdádu v roce 1055 se zájem Seldžuků zaměřoval na fátimovský chalífát v Egyptě, nevyhýbali se ani loupeživým vpádům do Malé Asie. V roce 1067 se probili k městu Kaisareia a směřovali stále více na západ. Překvapivá snadnost, s níž Seldžukové pronikali do hloubi byzantského území, přiměla pozemkovou aristokracii k prosazení zkušeného Romana Diogena za císaře. Roman se ihned vrhl do reorganizace vojska, avšak přes určité úspěchy při vyhánění Turků, byl jimi v srpnu 1071 poražen a zajat v bitvě u Mantzikertu. V témže roce dobyli Normané město Bari, klíčovou byzantskou pevnost v jižní Itálii.
Vítězný seldžucký sultán Alp-Arslan Romana záhy propustil, ovšem v Konstantinopoli se mezitím udál převrat, při němž byl nastolen Michael VII. Dukas. Nato se rozpoutal krátký boj, v němž Roman podlehl svým nepřátelům. Slabost ústřední vlády podnítila vypuknutí série povstání a četných uzurpací byzantských stratégů, opírajících se o pomoc Turků.
Michael VII. byl roku 1078 sesazen Nikéforem Botaneiatem, ale ani tento císař nebyl schopen zastavit rozklad říše. Zatímco se Byzantinci svářili mezi sebou, turkičtí nomádi pokračovali nejprve jako nájezdníci a posléze jako žoldnéři v infiltraci Anatolie. Povstalí byzantští velitelé neprozřetelně umisťovali do asijských měst turecké posádky, které v nich zůstávaly už natrvalo. Takto jim byla vydána Nikaia, jež se stala hlavním městem rúmského sultanátu. Za pouhých deset let Seldžukové obsadili s výjimkou několika izolovaných přístavů skoro celou Malou Asii, takže hlavní zdroj vojenské a hospodářské síly Byzantinců, odolávající po staletí náporu Arabů, se ocitl v turecké moci.

### Obrození za Komnenovců

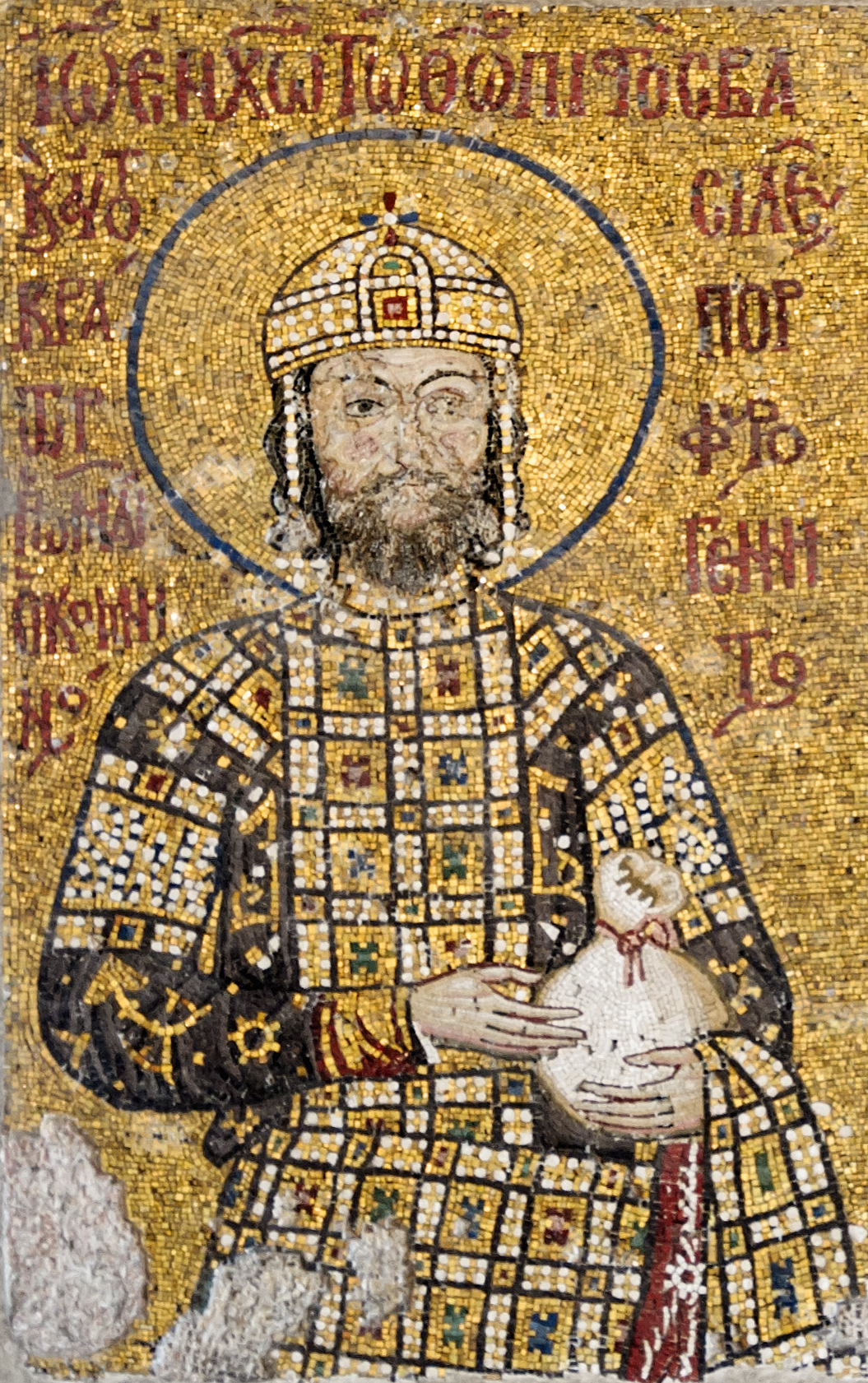
Jan II. Komnenos, mozaika

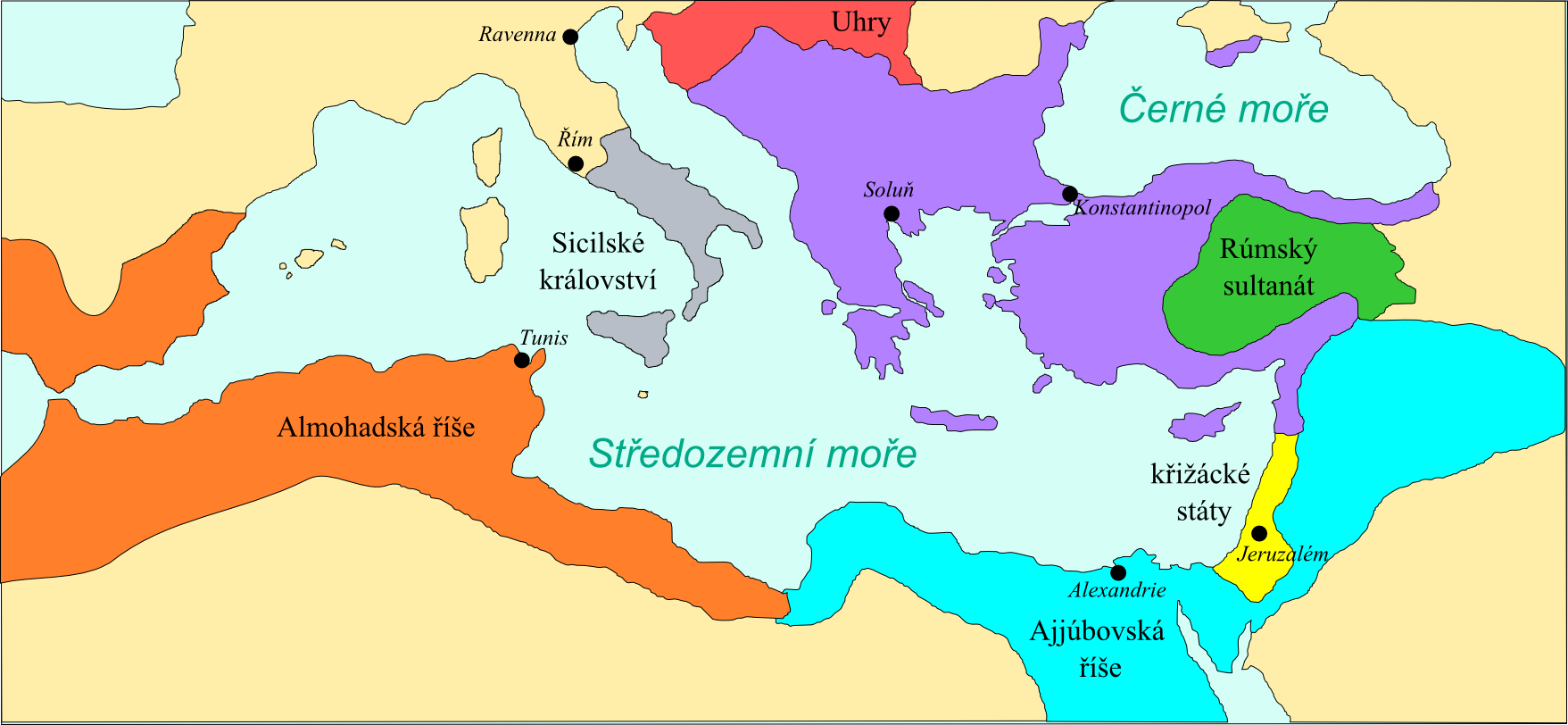
Mapa Byzance a okolních států kolem roku 1180

Na jaře 1081 se Konstantinopole zmocnil vojevůdce Alexios Komnenos, zakladatel dynastie Komnenovců. Krátce poté, co zahájil své panování, musel se Alexios bránit útoku Normanů vedených Robertem Guiscardem. Ti po vítězství v bitvě u Dyrrhachia dobyli toto město a vstoupili do Řecka. Teprve Guiscardova smrt v roce 1085 a podpora Benátčanů, vykoupená přiznáním obchodních výsad na území říše, umožnila Byzantincům dočasně vypudit Normany z Balkánu. O dva roky později se ze severu přihnali Pečeněhové, jimž Alexios ve spojení s Kumány uštědřil roku 1091 zdrcující porážku.
Proti Normanům a Pečeněhům prokázal císař svoji rozhodnost a odhodlání, díky čemuž zamezil úplnému kolapsu Byzance. Jakmile odrazil nepřátele říše na západě, mohl Alexios napřít svoji pozornost k závažným hospodářským obtížím, přičemž zavedl novou zlatou minci zvanou hyperpyron. Také rozšířil existující praxi propůjčování půdy obdělávané paroiky a daňových výnosů z ní výměnou za vojenské služby příjemce, nazývanou pronie (pronoia). Vzhledem k nedostatku sil nezbytných k opětovnému nabytí Malé Asie, se Alexios obrátil na papeže Urbana II., jehož požádal o pomoc proti muslimům. Císař doufal v přísun nových žoldnéřů, nicméně Urban využil v listopadu 1095 tohoto podnětu k výzvě ke konání křížových výprav. Aniž by to Alexios zamýšlel, svojí žádostí poskytl papežovi a západním šlechticům příležitost k zásahům v oblasti východního Středomoří, což mělo mít pro Byzantince dalekosáhlé důsledky.
Přibližně rok po Urbanově provolání se u Konstantinopole začalo shromažďovat rytířské vojsko první křížové výpravy, jehož velitelé se zavázali odevzdat Alexiovi někdejší byzantské území dobyté na Turcích. V roce 1097 křižáci oblehli Nikaiu, již Seldžuci předali Byzantincům, a při tažení Anatolií zvítězili v bitvě u Dorylaia. Díky tomuto křižáckému vítězství mohl Alexios získat zpět pro říši mnohá města a ostrovy a většinu západních oblastí Malé Asie. Křižáci se v červnu 1098 zmocnili Antiochie, ovšem normanský velitel Bohemund z Tarentu odepřel přenechat město Byzantincům a sám se zde ustavil jako nezávislý kníže. Následoval několikaletý konflikt, v němž Bohemund Alexiovi podlehl, navzdory tomu nebyl císař schopen prosadit svoji kontrolu nad Antiochií.
Po Alexiovi nastoupil v roce 1118 jeho syn Jan II. Komnenos. Ten usiloval o odstranění rostoucího vlivu italských republik na byzantský obchod, přesto byl nucen potvrdit Benátčanům jejich privilegia. V úvodu své vlády přesvědčivě odrazil nový útok Pečeněhů na Balkán a v dalších letech zvítězil nad Srby a Maďary. Aliancí s římsko-německým císařem Lotharem III. eliminoval Jan normanské nebezpečí ze strany Rogera II. Sicilského. Poté soustředil svoji pozornost na východ, kde soustavným válčením konsolidoval Alexiovy zisky v Malé Asii, výrazně oslabil Seldžuky a zvláště jejich turecké konkurenty Danišmendovce. Vedle toho získal většinu Kilíkie, načež se mu v roce 1137 poddal antiochijský kníže Raimond z Poitiers. Ve snaze demonstrovat své postavení vůdce křesťanského světa se Jan vypravil v čele mohutného byzantského a křižáckého vojska proti muslimům v Levantě. Císařovy dalekosáhlé záměry byly však zmařeny věrolomností křižáků. Jan se proto rozhodl podmanit si Antiochii, na jaře 1143 ale uprostřed příprav náhle zemřel.

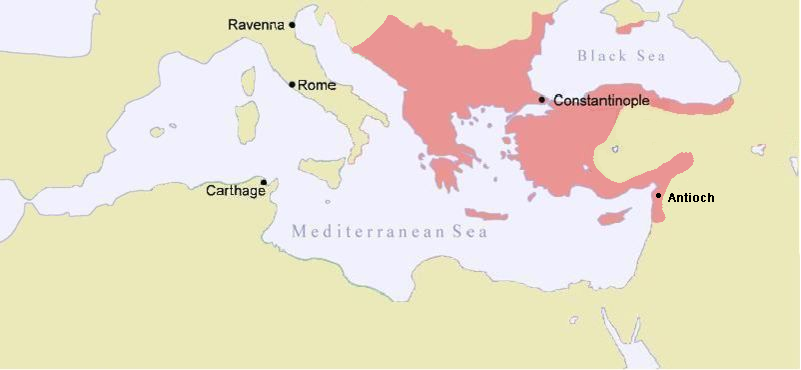
Rozloha Byzantské říše za vlády Manuela I. v roce 1170

Komnenovská moc dosáhla svého zenitu za Janova syna Manuela I., jenž byl znám pro svoji náklonnost k Západu. Manuel provozoval velice ambiciózní a agresivní zahraniční politiku, přesto se už v roce 1147 musel potýkat s příchodem účastníků druhé křížové výpravy, zhoršujícím vzájemné roztrpčení mezi Byzantinci a Latiny, a s opětovnými útoky Normanů. O osm let později Manuel vpadl na normanské území v Itálii, nicméně jeho pokus obnovit byzantské državy na Apeninském poloostrově byl odsouzen k nezdaru. V roce 1159 přinutil k poslušnosti antiochijské knížectví a s jeruzalémským královstvím navázal spojenectví. Společně s křižáky podnikli Byzantinci rozsáhlou invazi do Egypta, která skončila neúspěchem. Manuel vystoupil rovněž proti uherskému království a roku 1167 nad ním přesvědčivě zvítězil, čímž pro říši zabezpečil takřka celé východní pobřeží Jaderského moře.
V závěru svého panování se Manuel rozhodl předejít vytvoření jednotného tureckého sultanátu v Anatolii a v roce 1176 pronikl na seldžucké teritorium. Zde bylo jeho početné vojsko zaskočeno a obklíčeno armádou sultána Kiliče Arslána II. v bitvě u Myriokefala. Toto střetnutí symbolicky završilo byzantskou protiofenzívu proti Turkům zahájenou za Alexia I., navíc zásadně podlomilo prestiž říše a pravděpodobně uspíšilo Manuelovu smrt v roce 1180.
Porážka u Myriokefala sice nevyústila ve ztrátu území, každopádně prokázala, že se Komnenovcům nepodařilo vytyčit přirozenou východní hranici říše. Navzdory tomu se Byzanc ve 12. století těšila značné stabilitě a mimořádnému hospodářskému rozkvětu, jaký nepoznala za několik předchozích staletí. Archeologické poznatky svědčí o znatelném růstu velikosti městských osídlení, k čemuž přispíval rozvoj obchodu v egejské oblasti, podnícený činností Benátčanů a Janovanů. Současně s ekonomickým vzestupem probíhal pozoruhodný kulturní a architektonický rozmach.

### Zánik dynastie Komnenovců
Brzy po Manuelově smrti se naplno obnažila vnitřní labilita byzantského státu. Andronikos Komnenos svrhl v roce 1182 neoblíbenou, prolatinskou regentskou vládu za nezletilého Manuelova syna Alexia II., přičemž došlo v Konstantinopoli k masakru desetitisíců Latinů. Po Alexiově zavraždění v nadcházejícím roce se Andronikos chopil trůnu a tvrdě zakročil proti nadměrné moci aristokracie. Andronikos zaujal krajně nesnášenlivý postoj k Západu a zhoršil tak stávající protibyzantské nálady a zahraniční izolovanost říše. Toho ihned využili Maďaři společně se Srby a především Normané, jejichž obrovské vojsko přistálo v roce 1185 v Řecku a strašlivě vydrancovalo Soluň. Vzrůstající krutost císaře a vojenské pohromy vedly v témže roce k Andronikovu bestiálnímu usmrcení. Tím se završila éra Komnenovců, neboť na trůn usedl Izák II. Angelos.

### Rozpad říše
V období dynastie Angelovců se říše potýkala s naprostým rozvratem centralizované správy a obrany, zatímco fiskální politika se vyznačovala nekompetentností a mrháním finančních zdrojů. Otřesená autorita byzantských císařů a přetrvávající mocenské vakuum v centru říše dále urychlily její dezintegraci, podnícenou separatistickými tendencemi v provinciích. Ačkoli Normané byli vypuzeni z Balkánu, roku 1186 zahájili Bulhaři povstání vedoucí k opětnému ustavení nezávislého bulharského carství. Čtyři roky poté se ke Konstantinopoli přiblížil Fridrich I. Barbarossa v čele třetí křížové výpravy. Izák jen stěží odvrátil Barbarossu od útoku na město výměnou za podporu při tažení do Svaté země. Ve stejné době křižáci vyrvali Byzantincům ostrov Kypr.

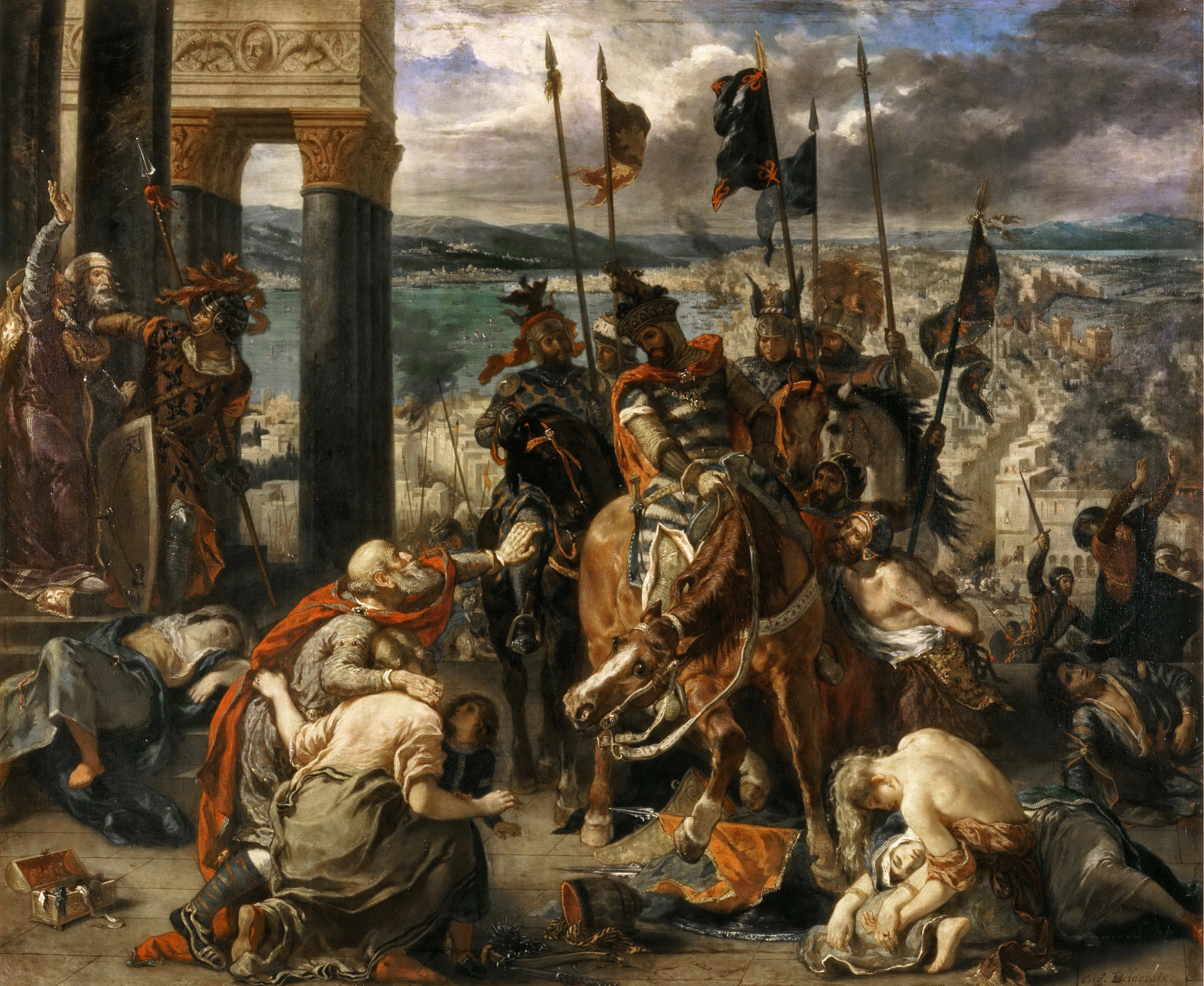
„Vjezd křižáků do Konstantinopole“, E. Delacroix

Izák byl roku 1195 sesazen a zbaven zraku svým starším bratrem Alexiem III. Angelem, za jehož panování zmítaly říši na všech stranách propukající revolty, výboje Bulharů a neustávající nájezdy Turků. Syn oslepeného Izáka jménem Alexios unikl z Byzance do Itálie a posléze se spojil s Bonifácem z Montferratu, chystajícím se táhnout jako vůdce čtvrté křížové výpravy do Egypta. Připravované tažení mohli křižáci uskutečnit jen s přispěním benátského loďstva, nezbytného k podniknutí této akce. Jelikož nebyli schopni zaplatit sumu požadovanou Benátčany, vedenými dóžetem Enricem Dandolem, využili princovy nabídky bohaté odměny výměnou za pomoc při získání trůnu, pročež se rozhodli zamířit ke Konstantinopoli.
V létě 1203 stanulo rytířské vojsko před hradbami byzantského hlavního města. Alexios III. si při obraně počínal liknavě, a když se vítězství křižáků zdálo neodvratné, vydal se na útěk. Vláda byla svěřena Izákovi II. a jeho synovi Alexiovi IV., spolucísaři ale nedokázali dodržet závazek vůči rytířům a byli svrženi Alexiem V. Latinové, případně Frankové, jak Byzantinci označovali příchozí ze Západu, nato znovu oblehli Konstantinopol a po císařově úprku se 13. dubna 1204 města zmocnili. Tři dny byl klenot Bosporu vystaven orgiím loupení, ničení, plenění a vraždění, nenapravitelně poškozujícím vzájemné vztahy mezi západními a východními křesťany.

### Exil

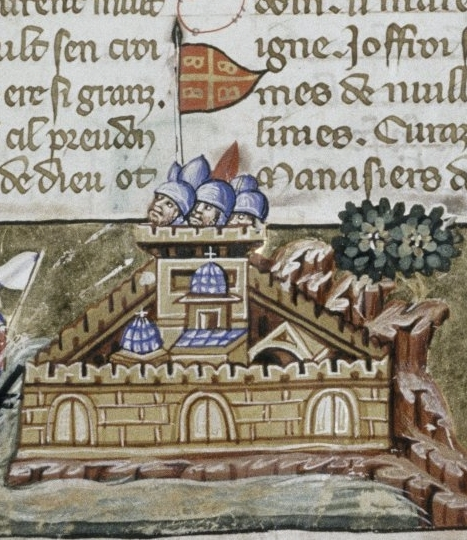
Detail obránců obležené Konstantinopole křižáky během čtvrté kruciáty

Po obsazení Konstantinopole založili vítězní křižáci a Benátčané latinské císařství a v průběhu pár let si podrobili Krétu, Thrákii a většinu Řecka, kde vzniklo soluňské království a jiné politické útvary. Vedle stávajícího systému pronií implementovali dobyvatelé na podmaněném území lenní vztahy typické pro západoevropskou formu feudalismu. Na troskách říše se etablovaly také tři nástupnické byzantské státy: Nikájské císařství ustavené energickým vojákem Theodorem I. Laskarisem na severozápadě Malé Asie, Epirský despotát na západě a Trapezuntské císařství rozkládající se při jižním pobřeží Černého moře.

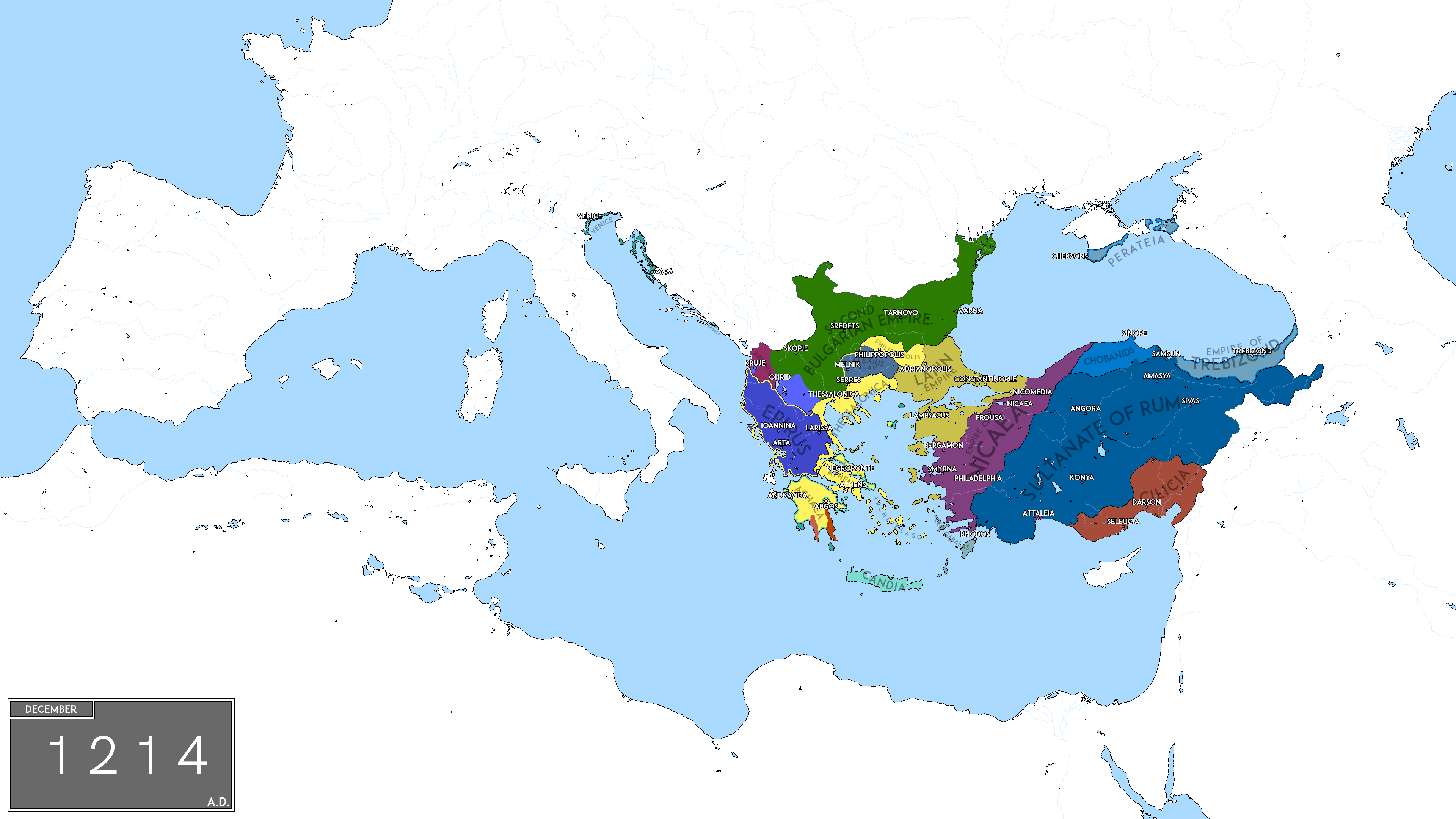
Nikájské císařství (fialová), 1214

Po počátečním období rozmachu pozbylo latinské císařství, sevřené mezi Bulhary a nikajské Byzantince, smrtí Jindřicha Flanderského roku 1216 iniciativu. Svoji existenci uhájilo jen v důsledku nejednotnosti svých byzantských sousedů Epiru a Nikaie. Epirský vládce Theodoros Angelos rozšířil svoji doménu do severního Řecka a v roce 1224 odejmul Latinům Soluň. Po tomto úspěchu se nechal korunovat za císaře a v dalších letech zastavil expanzi Nikajců do Thrákie dobytím města Adrianopol, čímž se přiblížil až ke Konstantinopoli. Dříve, než mohl své tažení završit, podlehl v roce 1230 bulharskému carovi Ivanu Asenovi II.
Porážka Theodora Angela umožnila nikajskému císaři Janu III. Vatatzovi proniknout ve spojení s Bulhary do Evropy a obklíčit latinské císaře. Jan provozoval rozvážnou hospodářskou politiku, když omezil obchodní styky s italskými republikami, a vynikal v diplomacii. Mezitím invaze Mongolů do Malé Asie ve čtyřicátých letech 13. století uvrhla v chaos rúmský sultanát, dosud ohrožující hranice nikajského císařství, a oslabila Trapezunt. Janův nezadržitelný postup jižním Balkánem vedl v roce 1246 k připojení Soluně, avšak v obsazení Konstantinopole mu o osm let později zabránila smrt.

### Nástup Palaiologů a znovudobytí Konstantinopole
Po krátké vládě Theodora II. Laskarise se Michael VIII. Palaiologos chopil moci za nezletilého Theodorova syna. V roce 1259 byla v Makedonii svedena bitva u Pelagonie, v níž Nikajci přemohli spojené síly Epiru, sicilského království a achajského knížectví. Tohoto vítězství využil Michael v roce 1261 ke znovudobytí Konstantinopole, v níž byl pak slavnostně korunován císařem. Nicméně vylidněné a zdevastované město představovalo stejně jako celá říše jen stín své zašlé slávy.
Zahraničně-politické poměry Byzance se navzdory získání Konstantinopole vyvíjely velmi povážlivě, neboť ze strany západních mocností přetrvávala hrozba nové křížové výpravy. Odhodlaným nepřítelem Michaela se ukázal být sicilský král Karel z Anjou, pokoušející se vytvořit širší protibyzantskou koalici. Aby předešel tomuto nebezpečí, přistoupil Michael k vyjednávání o podrobení se papeži, formálně završeném uzavřením církevní unie na koncilu v Lyonu v roce 1274. Michaelova politika usmíření s Římem narazila na rozhodný nesouhlas byzantského kléru a prostého obyvatelstva, kvůli čemuž nikdy nedošlo k reálnému naplnění unie. V roce 1281 podnikl Karel z Anjou s papežovým požehnáním výpravu proti Byzanci. Přestože byl v Albánii poražen, chystal se v dalším roce k novému tažení, v němž mu zabránily sicilské nešpory.

### Zmařená obnova
Říše zůstávala nadále ekonomicky závislá na italských kupeckých republikách, mezi nimiž byli obzvláštní přízní zahrnováni Janované, těšící se podobné pozici jako v minulosti Benátčané. V zájmu repopulace a rekonstrukce hlavního města přikročil Michael ke zvýšení daňové zátěže nepokojných maloasijských rolníků, oddaných předchozí dynastii. Akritai, dosud chránící byzantské území před nájezdy Turků, v důsledku Michaelových opatření postupně vymizeli, což anatolskou hranici zbavilo tolik potřebné obrany. Rozklad seldžuckého státu v Malé Asii a příchod nové vlny turkických kočovníků vyústily v ustavení řady drobných tureckých emirátů, jejichž vládcové využívali slabosti Byzantinců k rozšíření svého teritoria stále více na západ. Již koncem 13. století se úrodné oblasti západní Anatolie vymkly kontrole říše a zdejší byzantská města byla ponechána odříznuta.
Neúspěšné snahy o zastavení tureckého náporu přiměly Andronika II. v roce 1303 k povolání skupiny západních žoldnéřů, známých jako Katalánská kompanie. Přes určité počáteční úspěchy se tito vojáci zanedlouho vzbouřili a společně s Turky vyplenili Thrákii. Nakonec odtáhli do Řecka, kde se roku 1311 zmocnili Athén. S ohledem na nedostatečné zdroje příjmů dal Andronikos II. výrazně snížit obsah zlata v hyperpyru. Závěr jeho panování poznamenala vleklá válka mezi ním a jeho vnukem Andronikem III., během níž agresivní osmanští Turci vedení Orhanem I. učinili svým hlavním městem někdejší byzantskou Prusu. Po svém vítězství v bitvě u Pelekanonu připravili Osmané říši o většinu jejich zbývajících držav v Malé Asii včetně bithýnských měst Nikaie, která padla v roce 1331, a Nikomédie, dobyté roku 1337. Severozápadní oblasti Anatolie byly pro Byzantince definitivně ztraceny.
Na Balkáně se za Andronika III. poddaly byzantské autoritě Epirus a Thesálie, ovšem na severu započal svoji expanzi srbský král Štěpán Dušan. Krátce po císařově smrti v roce 1341 vypukla v říši nová občanská válka, v níž se regenti za nezletilého Jana V. Palaiologa postavili proti Janu Kantakuzenovi, korunovanému posléze za císaře. Tento ničivý konflikt prohloubil soudobé společenské a hospodářské napětí, jež našlo svůj výraz v povstání zelotů, probíhající v Soluni ve čtyřicátých letech 14. století, a v příklonu k hésychasmu, mystickému hnutí šířenému mnichy z klášterů na hoře Athos. Zatímco se Byzantinci střetávali mezi sebou, Štěpán Dušan si podmanil Makedonii a severní Řecko, načež přijal titul cara. Po skončení občanské války se Byzanc nedočkala kýženého zotavení, nýbrž byla zachvácena epidemií černého moru. Kromě toho se Kantakuzenovým osmanským spojencům v roce 1354 podařilo obsadit pevnost Callipolis, čímž si zajistili stálou výspu na evropské půdě. Téhož roku přinutil Jan V. Palaiologos Kantakuzena k abdikaci.

### Zánik Byzance

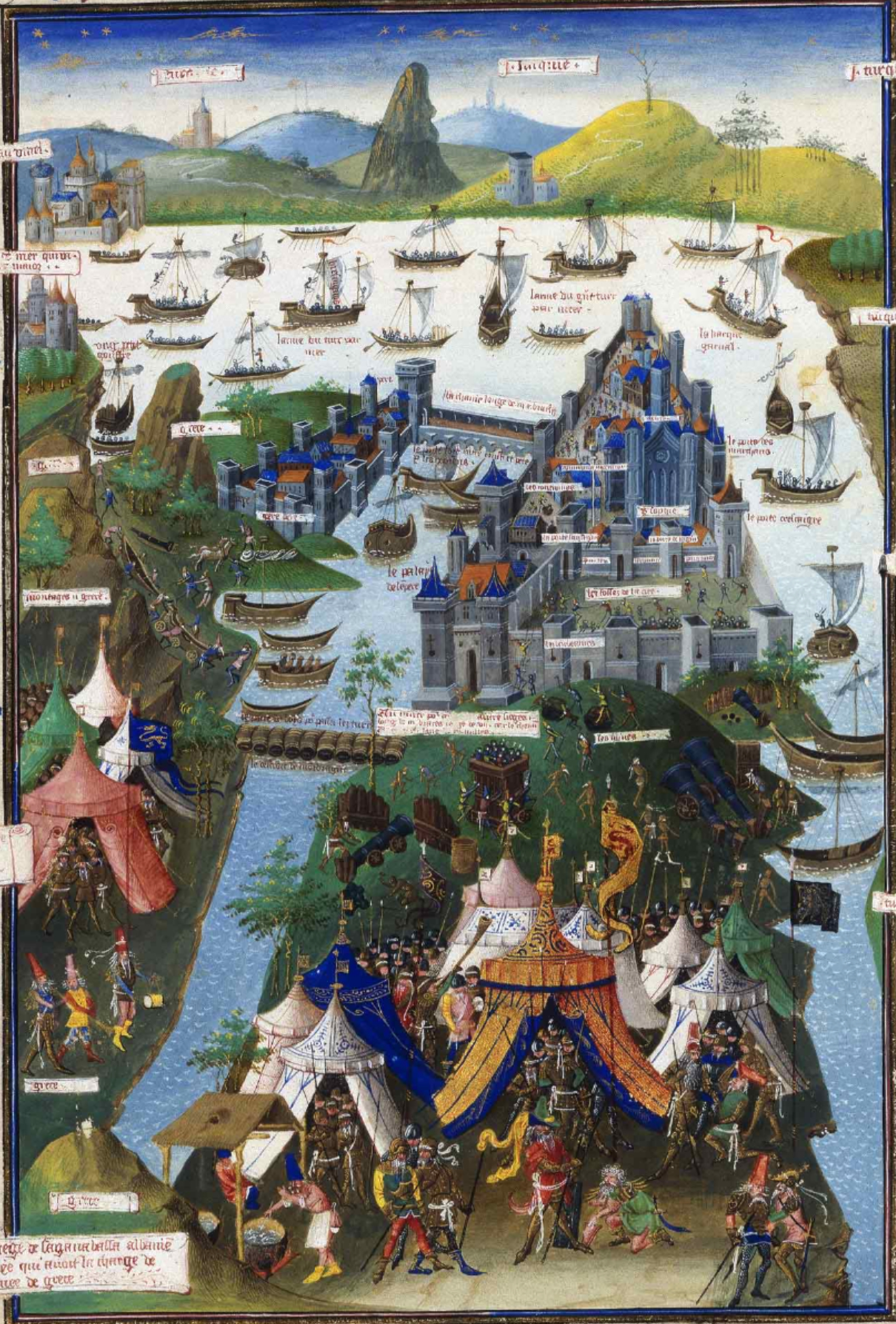
Obléhání Konstantinopole sultánem Mehmedem II.

Jan V. se po celé období své vlády soustředil především na boj s vnitřními protivníky, naproti tomu k rozpínavosti Osmanů přistupoval s liknavostí. Záhy po uchycení v Evropě proto Turci opanovali většinu byzantské Thrákie a v roce 1369 získali Adrianopol. Po osmanském vítězství nad Srby a Bulhary v bitvě u řeky Marica o dva roky později se císař stal dokonce sultánovým vazalem. Říše sestávala v této době pouze z několika oddělených enkláv; konkrétně z Konstantinopole se zázemím, Soluně a jejího okolí, Thesálie, některých ostrovů v Egejském moři a morejského despotátu, představujícímu se svým střediskem Mystrou poslední kvetoucí část byzantské civilizace. Tyto fragmenty byly zmítány pokračujícími sváry jednotlivých členů palaiologovské dynastie, přiživovanými vnějšími nepřáteli.
Po bitvě na Kosově poli v roce 1389 a pohromě křižáků v bitvě u Nikopole roku 1396 se situace Byzantinců zdála být neudržitelnou. Když Osmané sevřeli Konstantinopol blokádou, odebral se císař Manuel II. Palaiologos na západ, kde na dvorech předních evropských monarchů žádal o pomoc proti Turkům. Teprve zničující porážka Osmanů v bitvě u Ankary proti Tamerlánovi v roce 1402 a následný chaos v osmanské říši přinesly Byzantincům dočasné uvolnění, jemuž se těšili po zhruba dvě desetiletí. Příležitost v podobě bratrovražedných bojů mezi Turky nedokázal Manuel patřičně zužitkovat ve prospěch Byzance, protože postrádal potřebné materiální a lidské zdroje.

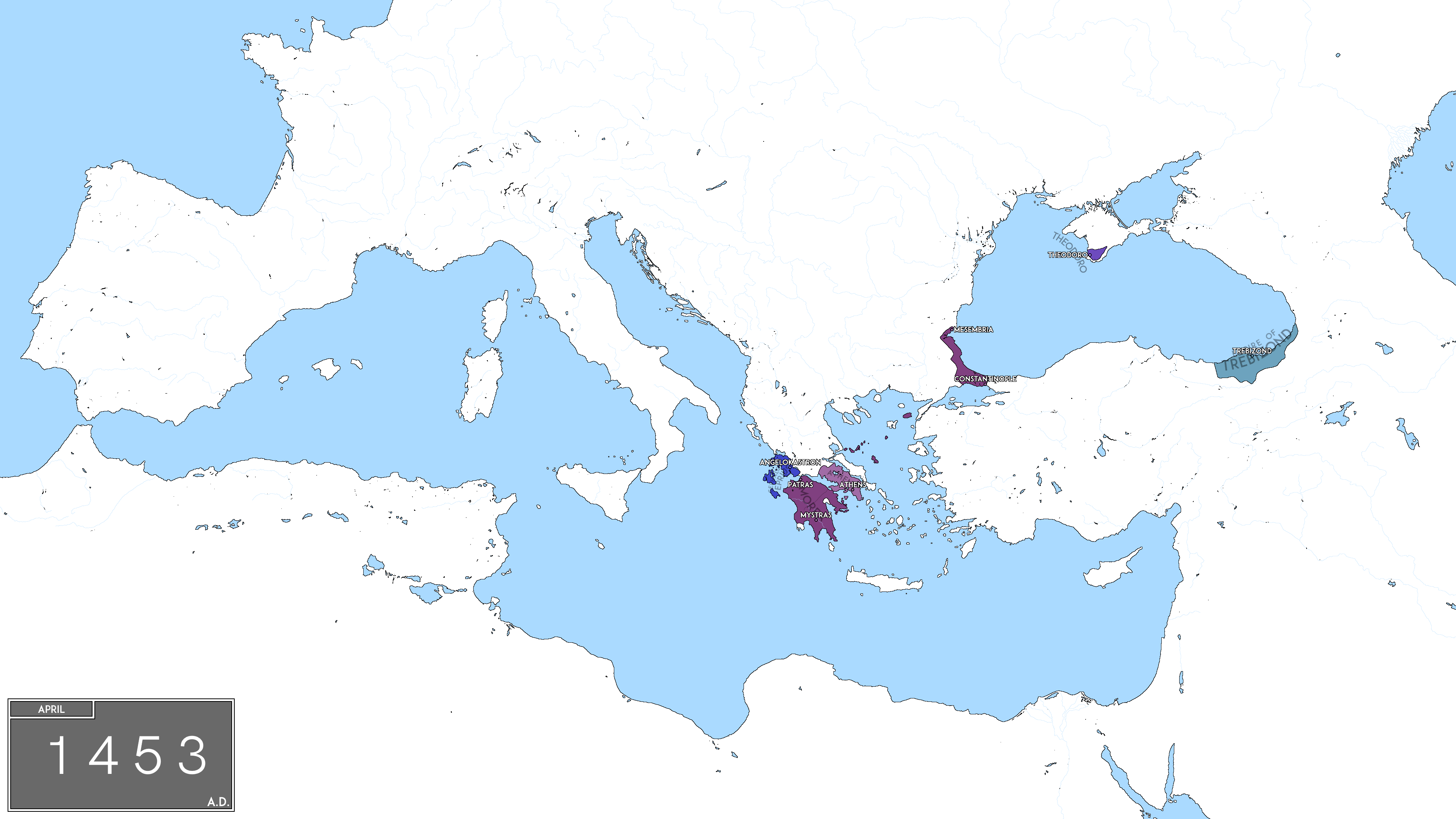
Byzanc (fialová) a Trapezunt (světle modrá) v roce 1453

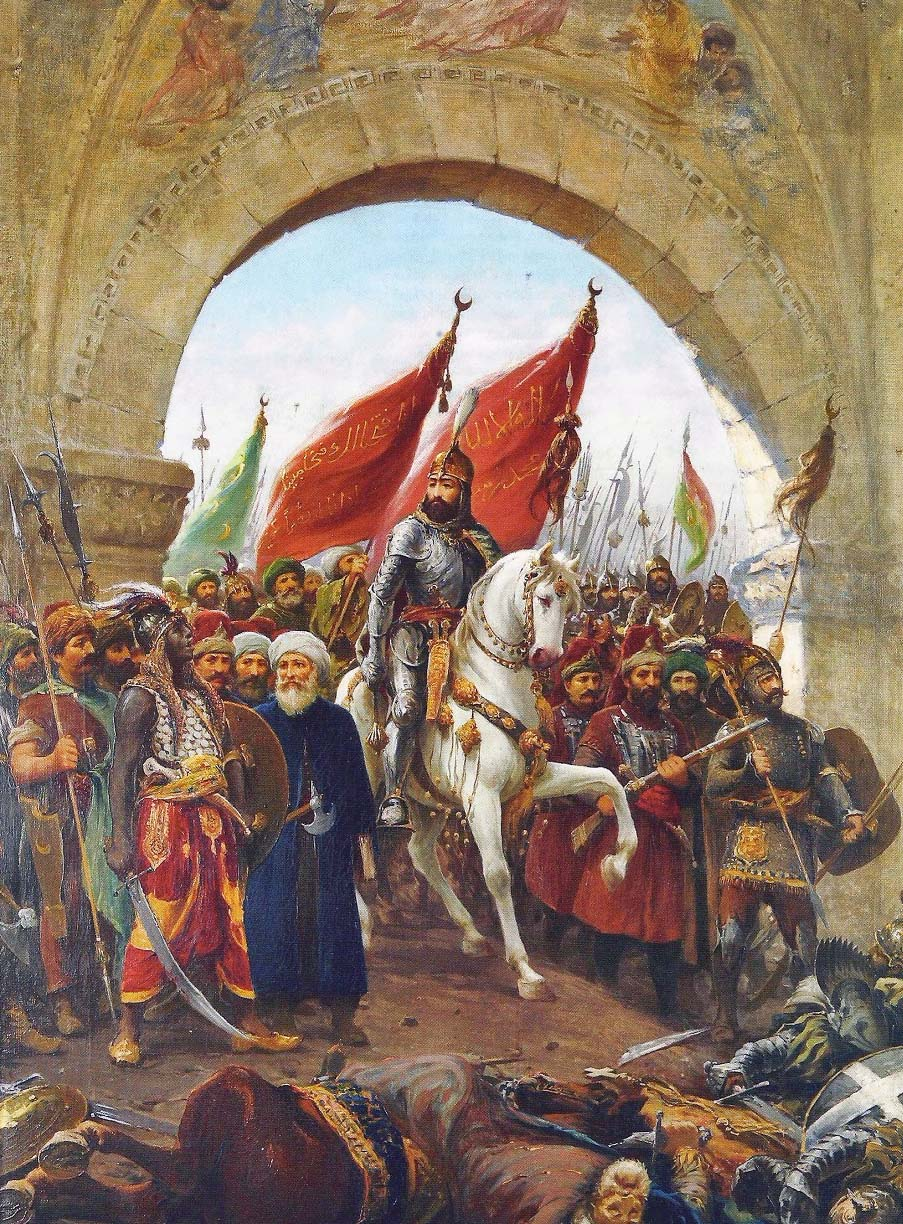
Vstup Mehmeda II. do Konstantinopole, F. Zonaro

Jakmile Osmané konsolidovali svoji říši, v roce 1422 neúspěšně oblehli Konstantinopol, poté vtáhli do Řecka a zpustošili Peloponés. Po sedmiletém obléhání si roku 1430 podrobili rovněž Soluň. Manuelův nástupce Jan VIII. Palaiologos se tudíž odhodlal k novému vyjednávání s papežem, kvůli čemuž odcestoval do Itálie. V roce 1439 byla sjednána florentská unie, na základě níž se ortodoxní církev podřídila autoritě Říma, avšak většina východních křesťanů se s tímto aktem odmítla ztotožnit. Z podnětu papeže byla uspořádána nová křížová výprava proti Turkům, na níž se podíleli vládcové Uherska, Polska, Srbska a Albánie. Nicméně vojsko protiosmanské aliance drtivě podlehlo sultánovi Muradovi II. v bitvě u Varny v roce 1444, takže Byzanc pozbyla naděje na záchranu.
Nástupem sultána Mehmeda II. na trůn zahájili Osmané přípravy k finálnímu útoku na Konstantinopol a konečně na jaře 1453 přitáhli s obrovskou armádou k městu. To bylo naprosto izolováno od ostatního světa a zhruba dva měsíce vytrvale bombardováno palbou z děl, než se 29. května 1453 sultánovi poddalo. Poslední byzantský císař Konstantin XI. padl v průběhu bojů. Mehmed II. si podrobil i dvě zbývající byzantské domény: Mystru v roce 1460 a Trapezunt roku 1461.

## Stát

### Císař

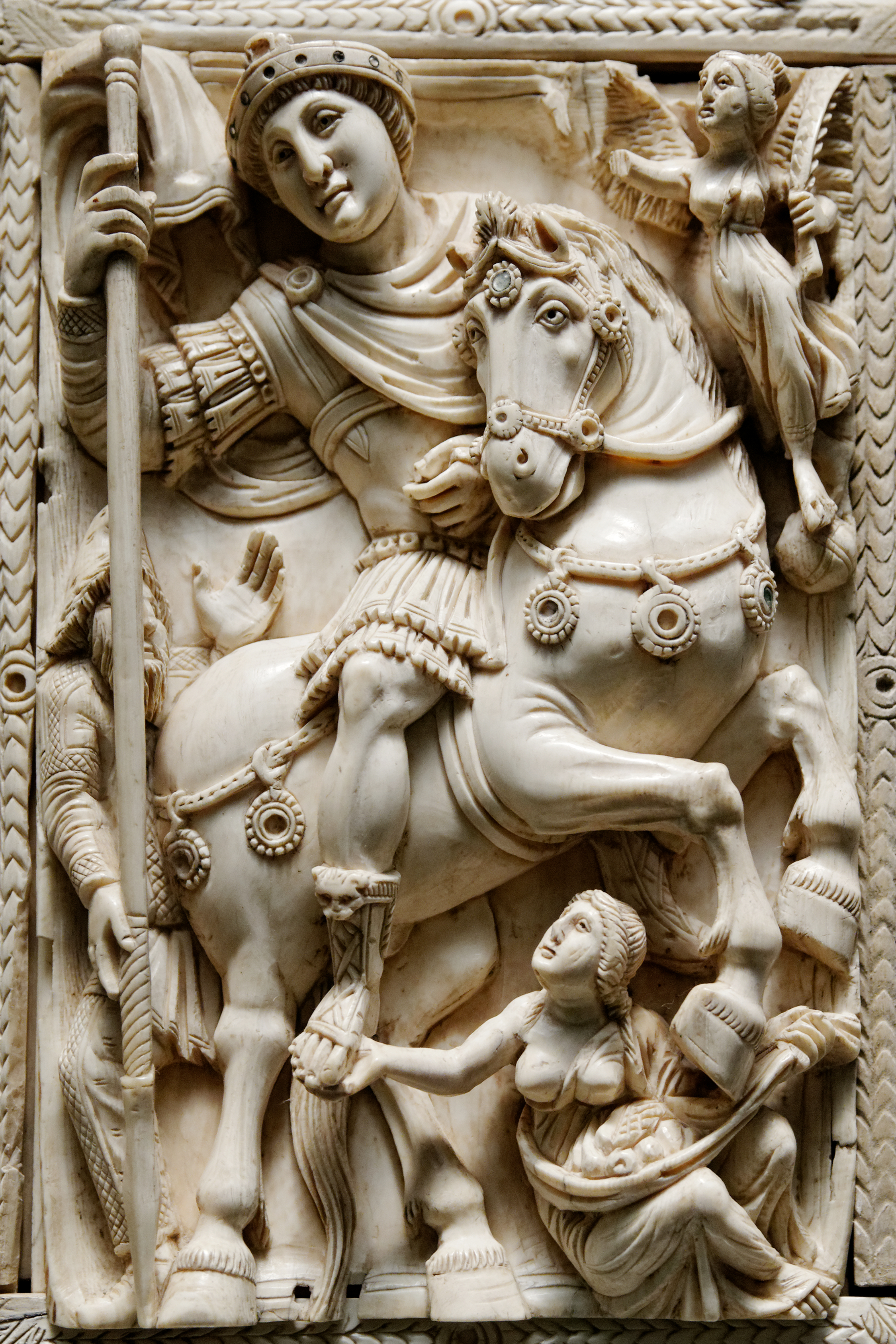
Triumfující císař na Diptychu Barberini

Podle teorie translatio imperii, kterou výstižně vyjádřil v 6. století Prokopios z Kaisareie, byla císařská moc přenesena z Říma do Konstantinopole. Byzantský panovník užíval titulu římský císař – v pozdně antickém období imperator (řecky autokrator) nebo augustus (sebastos), od 7. století basileus. Císař zastával pozici vrchního velitele vojska, řídil státní správu a vykonával dohled nad náboženskými záležitostmi. Leckteří z byzantských vládců se osobně věnovali plnění úkolů v oblasti administrativy a veleli armádě, jiní pověřovali těmito povinnostmi schopné podřízené, případně byli loutkami svých dvořanů či vojáků, třímajících otěže řízení státu ve svých rukou.
Pakliže nebyl násilným způsobem svržen či jinak odstaven, mohl každý z císařů vybrat svého následníka, jemuž byl obvykle udělován titul kaisar. V některých fázích byzantských dějin, kupříkladu za panování Romana I. Lakapena, náležel titul kaisara i několika lidem současně. Zvoleným nástupcem nemusel být jenom císařův syn, protože za určitých situací přecházela vláda ze strýce na jeho synovce. Justinián I. nastoupil na trůn po svém strýci Justinovi I. a po Justiniánovi panoval jeho synovec Justinus II. Císařskou hodnost bylo možné nabýt rovněž sňatkem, touto cestou ji získali třeba Nikeforos II. nebo Roman IV. Mnozí císařové se domohli moci tím, že byli provoláni vojskem jako Herakleios či Alexios I. Komnenos. K vládě mohly dopomoci také dvorské intriky, často doprovázené pácháním zločinů. Aby se sesazeným císařům a příslušníkům jejich rodů zabránilo v opětovném uchopení trůnu, byli běžně připravováni o zrak, podrobováni kastraci, či vykazováni do klášterů. Poměrně bizarní okolnosti provázely panování Justiniána II., zvaného Rhinotmetos („s useknutým nosem“), jehož dal uzurpátor Leontios zohavit a poslat do vyhnanství, přesto se stal znovu císařem. Mrzačení poražených protivníků patřilo k typickým prvkům politického boje v Byzantské říši.
Postava císaře byla do značné míry spojena s církví, působící jako stabilizační faktor, a s osobou konstantinopolského patriarchy. V souladu s doktrínou formulovanou Eusebiem z Kaisareie vnímali Byzantinci císaře jako Kristova zástupce na zemi. Vztah císaře a patriarchy se vyznačoval oboustrannou závislostí: císař ustanovoval a případně sesazoval patriarchu, jemuž náležela klíčová úloha v procesu korunovace. Navzdory tomu mezi nimi příležitostně vyvstávalo napětí pramenící z odlišnosti zájmů státu a církve. Na trůn konstantinopolských patriarchů usedaly někdy osobnosti natolik silné, že dokázaly odolávat i tlakům panovníků. V závěrečné fázi existence Byzance se někteří císaři pokusili o obnovu jednoty církve výměnou za vojenskou pomoc ze Západu, což ovšem naráželo na vehementní odpor patriarchů.

### Náboženství

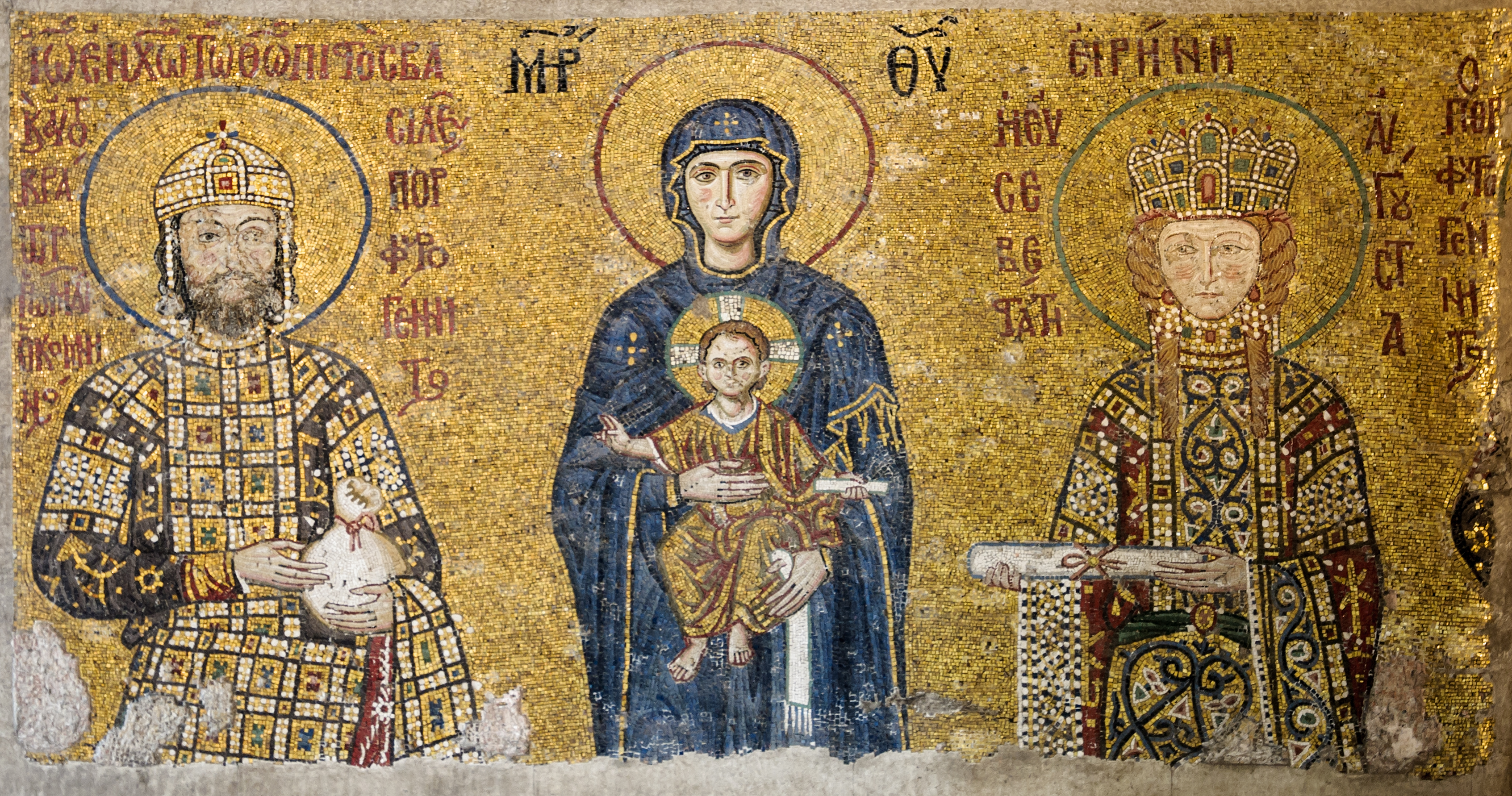
Mozaika Bohorodičky s císařem Janem II. Komnenem a císařovnou Irenou, chrám Hagia Sofia

Mozaika Krista Pantokratora, kostel Pammakaristos v Konstantinopoli

Stěžejním rysem byzantské civilizace byla důležitost náboženství v oficiální ideologii říše, přičemž stát a církev, reprezentovaní císařem a konstantinopolským patriarchou, nalézaly styčný bod ve své oddanosti pravé víře. Ortodoxie fungovala jako klíčový činitel společenské a politické soudržnosti Byzance, třebaže křesťané a církev v říši netvořili homogenní celek, nýbrž se často vlivem vyhrocených dogmatických sporů nořili do vnitřních rozbrojů.

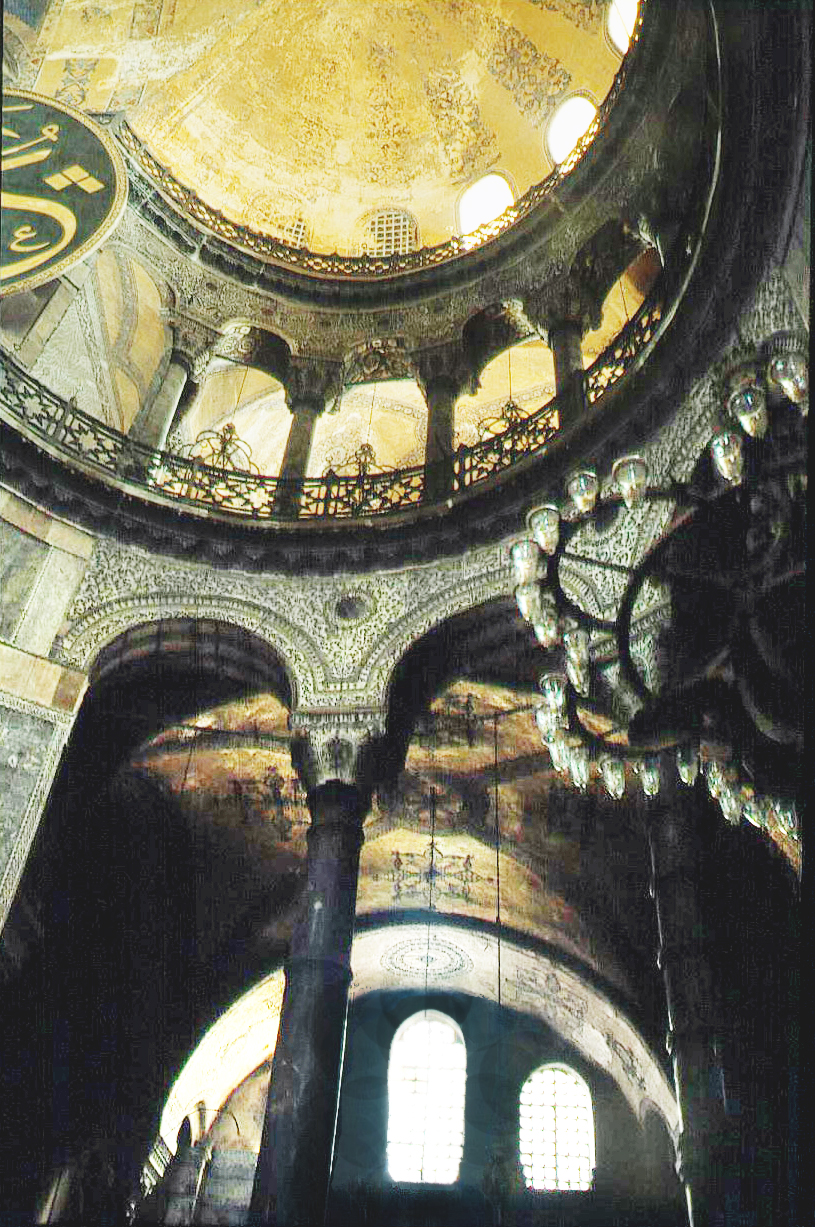
Interiér chrámu Hagia Sofia v Konstantinopoli

Rané křesťanství se prudce rozvíjelo ve východních provinciích římské říše a pozdější území Byzance se tudíž stalo místem vzniku četných herezí. Ve 4. století se zde rozvinul arianismus a v následujícím století nestoriánství, christologický směr prosazovaný konstantinopolským patriarchou Nestoriem zavržený koncilem v Efesu roku 431. Rozkol v církvi pokračoval po chalkedonském koncilu, konaném v roce 451, jehož závěry odmítli křesťané v Egyptě a Sýrii obviňovaní z monofyzitismu. Tím si vysloužili tvrdé perzekuce ze strany několika císařů, které ustaly teprve s počátkem islámské expanze v 7. století. Byly sice učiněny jisté kroky k usmíření s monofyzity příklonem ke kompromisnějším naukám, jako byl třeba monotheletismus, preferovaný Herakleiem a jeho vnukem Konstantem II., nicméně na Třetím konstantinopolském koncilu probíhajícím v letech 680 až 681 byl monotheletismus odsouzen.
Ortodoxní křesťany postihla velká krize v souvislosti s ikonoklastickým hnutím, těšícím se podpoře císařů v letech 730 až 787 a znovu v letech 815 až 843. Konflikt se odehrával mezi ikonoduly, zastánci uctívání ikon, a ikonoklasty, odpůrci kultu obrazů. Ikony dal zakázat Leon III., čímž započaly rozhořčené střety dosahující nejsilnější intenzity za Konstantina V. V roce 787 císařovna Irena svolala Druhý nikajský koncil, na němž byly ikony znovu povoleny. Irena dokonce zvažovala alianci s Karlem Velikým, usilujícím o spojení obou polovin křesťanstva, avšak tento záměr skončil bez úspěchu. V úvodu 9. století nastala nová fáze pronásledování obrazů, trvající do roku 843, kdy byl ikonoklasmus definitivně zapuzen.
Všechny tyto vnitřní sváry negativně poznamenaly vztahy mezi východními a západními křesťany. Nedlouho po skončení ikonoklastické etapy byzantských dějin se událo Fotiovo schizma, v rámci něhož se papež a konstantinopolský patriarcha Fotios vzájemně exkomunikovali. Prohlubující se odcizení vyvrcholilo v roce 1054, kdy za patriarchy Michaela Kerularia došlo k církevnímu rozkolu označovanému jako tzv. Velké schizma. Roztržka byla završena v roce 1204 dobytím a vypleněním Konstantinopole za čtvrté křížové výpravy, načež bylo sídlo patriarchů dočasně přesunuto do města Nikaia. Ve 14. století nabylo na významu mystické učení hésychasmus, šířící se ponejvíce v asketickém prostředí mnišských komunit. Kromě toho byly podniknuty pokusy o překonání schizmatu, konkrétně v letech 1274 a 1439, jež ovšem ztroskotaly na odporu ortodoxních křesťanů.

### Správa
Byzanc byla centralizovanou monarchií s propracovaným a velice komplexním státním aparátem, v jehož čele stál císař vystupující jako samovládce pověřený uskutečňovat Boží vůli na zemi. Systém řízení státu zpočátku vycházel z římského pozdně antického modelu přísného oddělení civilní a vojenské moci. V 7. století prošla říše hlubokou vnitřní transformací, během níž bylo upuštěno od stávajícího administrativního uspořádání. Do konce 8. století se konstituovala nová byrokratická struktura, jejíž těžiště se nacházelo při císařském dvoře, a došlo k obměně byzantské titulatury. Úředníci a jiní státní činitelé vděčili za své hodnosti císaři, na jehož vůli se stali zcela závislými. Služba v civilní správě tehdy představovala nejsnazší způsob, jak se domoci aristokratického statusu. Této civilní aristokracii vyrůstal zhruba od 9. století mocenský konkurent v podobě provinciálních magnátů, opírajících se o své rozsáhlé pozemkové vlastnictví a majících výrazný podíl na obraně státu.
V následujících staletích docházelo k rozšíření aristokracie, jejíž řady rozmnožil rostoucí počet nových rodů. Podle určitých teorií bylo 11. století poznamenáno soupeřením mezi civilní aristokracií a pozemkovými magnáty. V téže době utrpěla říše katastrofální územní ztráty v Malé Asii, v důsledku čehož se po nástupu dynastie Komnenovců uskutečnila další reorganizace císařské správy. Určité tituly přestaly být užívány, zároveň byly vytvářeny nové hodnosti, naznačující míru příbuznosti jejich nositele ve vztahu k císaři. Komnenovci a obdobně Palaiologové se spoléhali převážně na pozemkovou aristokracii. Kontrola říše proto ulpívala na nevelkém počtu urozených rodin provázaných vzájemnými příbuzenskými svazky.

### Armáda

Byzantská themata koncem 8. století

Podobně jako římská armáda i byzantské vojsko si udržovalo vysokou úroveň ukázněnosti, taktické zdatnosti a organizace. V pozdní antice sestávalo z pohraničních sborů (limitanei) a z mobilní polní zálohy (comitatenses). Rozhodující složkou byzantské branné moci bylo těžké jezdectvo tvořené katafrakty. Velké pozornosti se těšily teoretické úvahy o strategii a vojenství a někteří císaři dokonce sepsali vlastní pojednání o umění války. Zřejmě nejvíce vešel ve známost Strategikon od Maurikia. Po zahájení arabských výbojů prokázala říše svoji vitalitu pružnost osvojením defenzivnější strategické koncepce. Od 7. století se proto byzantské teritorium členilo na themata, vojenské a administrativní celky v čele s velitelem s hodností strategos. Lokální domobrana střežící jednotlivá themata dokázala zadržet nejprudší útoky chalífátu mezi 7. a 9. stoletím. Jádro byzantského vojska se skládalo z profesionálních oddílů zvaných tagmata, dislokovaných ponejvíce v blízkosti Konstantinopole.
Po zažehnání arabského nebezpečí přecházeli Byzantinci přibližně od poloviny 9. století pozvolna do ofenzívy, kulminující za panování vojáckých císařů Nikefora II., Jana I. Tzimiska a Basileia II. v 10. století. V důsledku expanze ztratila themata ve vnitrozemí svoje opodstatnění, postupně se demilitarizovala a byla podřízena civilní správě.
Poté, co se systém themové domobrany v 11. století fakticky rozložil, se Byzantinci museli ve stále větší míře spoléhat na zahraniční žoldnéře. S vytrvalým nedostatkem vlastních vojenských sil se komnenovští císaři snažili vyrovnat udělováním pronií, daňových výnosů z půdy výměnou za vojenské služby. Tím ale přiživovali proces postupné feudalizace říše, podkopávající autoritu konstantinopolské vlády. Po většinu doby své existence najímala byzantská armáda do svých řad cizí žoldnéře. V dobách krizí v 11. a dalších stoletích se pak leckdy potýkala s jejich nespolehlivostí a vzpourami. Jízdu doplňovali muži germánského, hunského, kumánského, alanského či turkického původu, naproti tomu těžká pěchota se rekrutovala z bojovníků pocházejících ze severní a západní Evropy. Patrně nejproslulejší žoldnéřskou jednotkou v Byzanci byla elitní varjažská garda.
Vedle pozemních sil spočívala obrana říše rovněž na byzantském námořnictvu, vybaveném rychlými galérami, zvanými dromóny, a používajícím tajnou zbraň, pro niž se vžilo označení „řecký oheň“. Byzantská námořní převaha v oblasti východního Středomoří přetrvala do 11. století, kdy vzrostla síla italských obchodních republik.

### Císařská a státní symbolika

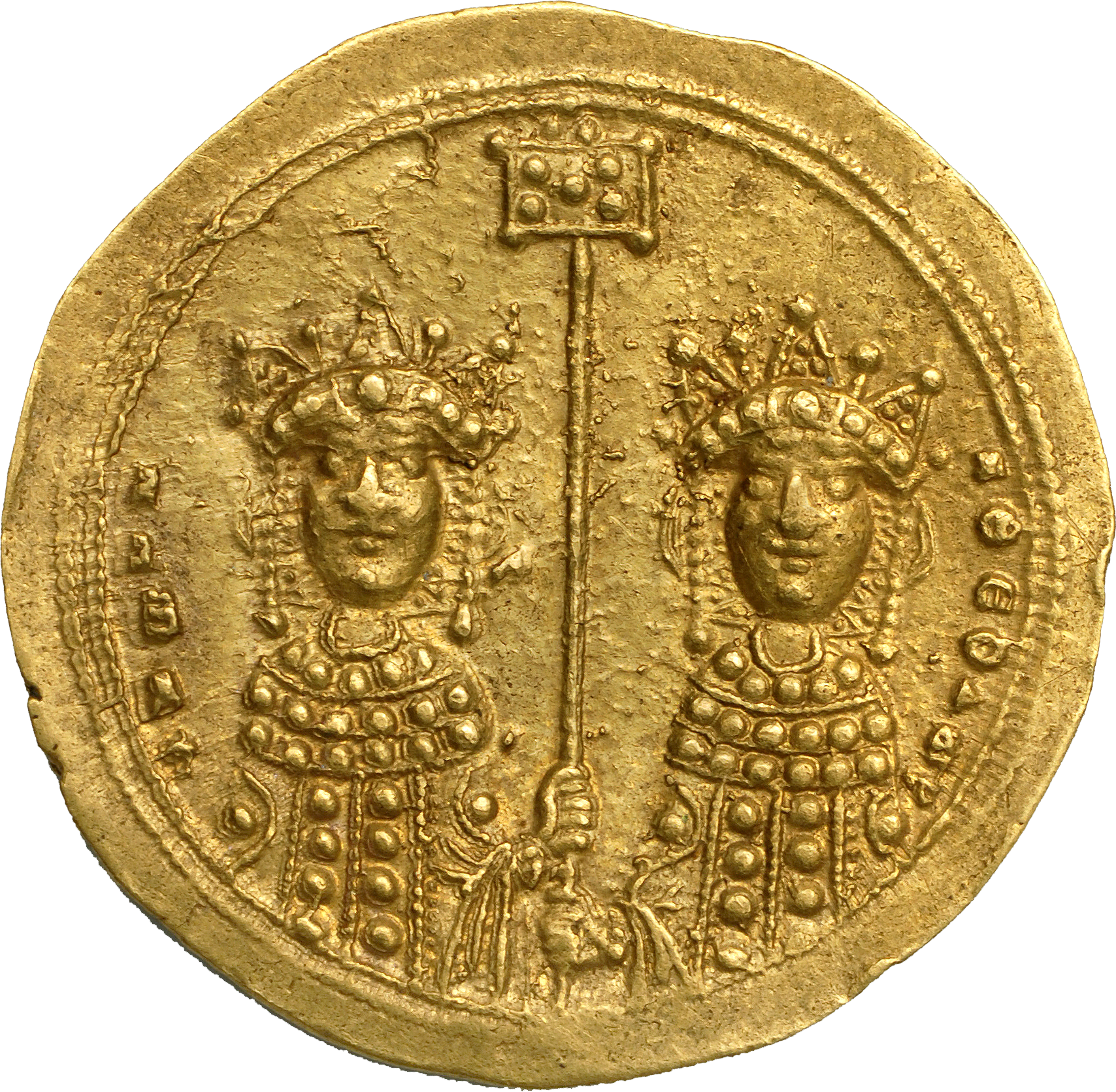
Histamenon císařoven Zoe a Theodory držících labarum

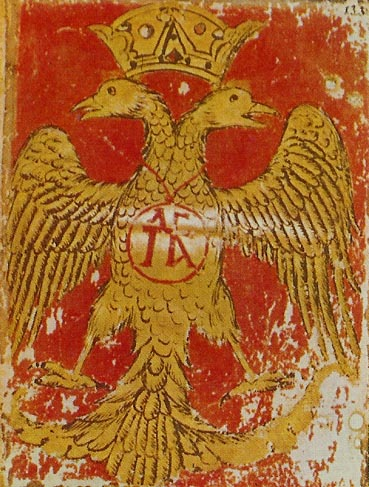
Miniatura dvouhlavého orla Jana VIII. Palaiologa

Byzantská říše neměla státní znak ani vlajku nebo ustálenou symboliku, pouze císařské standarty a symboly spjaté s císařstvím nebo osobou císaře, případně s dynastií, či měly pouze ceremoniální funkci. Takovéto odznaky moci mohly vzbuzovat dojem státnosti. Západní systém heraldiky byl pro Řeky a Byzantince (Východní Římany) a byzantskou aristokracii zcela neznámou disciplínou. Zpočátku se užívalo jako císařského praporu standarta zvaná labarum, která navazovalo na staré vojenské vexillum římské armády. Byzantské mince se vedle podobizen císařů vyznačují náboženskou symbolikou jako je Kristus Pantokrator, od dob Herakleiovců je oblíbeným motivem kalvarijní kříž.
K západní heraldice má nejblíž nejznámější symbol dvojhlavého orla, který je značně proměnlivý a jeho použití je spolehlivě doloženo až v pozdním období vlády poslední dynastie Palailogů. Této dynastii navíc předcházelo několik desetiletí dlouhého období zvané Frankokratie neboli nadvlády Franků nad hlavním městem Konstantinopole a územími na Balkáně. Vlajka Palailogů je známa zejména ze západních obchodních map, je vždy červené barvy se zlatým tetragrammatickým křížem sahajícím až k okrajům, tj. kříž doplněný čtyřmi řeckými písmeny B. Využívání řecké abecedy a písmen obecně je pro západní heraldiku v neznámou tradicí a čtyři B vyobrazovala nesprávně ve formě křesadel. V pozdní éře Palailogů prezentoval císaře prapor zvaný divellion. Po pádu Konstantinopole jej převzali srbští carové.

### Hospodářství

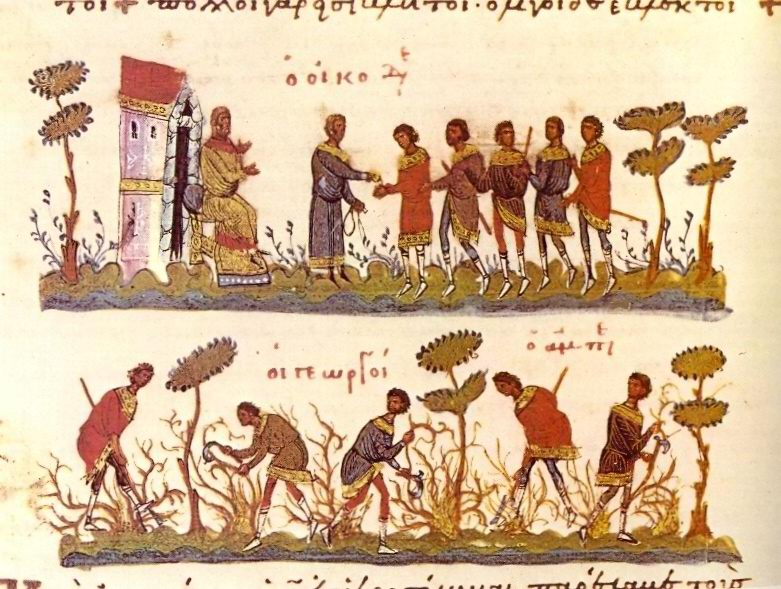
Rolníci zpodobnění v byzantském evangeliáři z 11. století

Byzantské hospodářství patřilo po celá staletí k nejrozvinutějším v Evropě a Středomoří, přičemž ekonomika západoevropských zemí se byzantské nedokázala vyrovnat až do pozdního středověku. Ekonomické stabilitě Byzance uštědřila zásadní zásah arabská expanze vedoucí k přechodnému úpadku a stagnaci. Ve druhé polovině 8. století nastal v tomto vývoji obrat směrem k pozvolnému ekonomickému oživení. Od 10. až do konce 12. století skýtala Byzanc obraz blahobytu, jímž byli oslněni cestovatelé z cizích zemí, uchvácení bohatstvím nashromážděným v hlavním městě. Opětovný pokles přivodila čtvrtá křížová výprava, která způsobila hospodářskou pohromu, z níž se říše nikdy plně nevzpamatovala. V průběhu 11. až 13. století si Benátky a Janov vynutily značná privilegia, zvýhodňující je vůči byzantské konkurenci. Vzrůstající vliv italských republik v celém regionu východního Středomoří nutil říši k podřizování se jejich ekonomickým cílům. Palaiologovští císařové usilovali o nastolení podmínek umožňujících nový vzestup, nicméně byzantský stát už nedokázal získat patřičnou kontrolu nad vnějšími ani domácími ekonomickými činiteli.
Stejně jako v římské říši i v Byzanci spočívalo těžiště hospodářské produkce v zemědělství. Po většinu byzantských dějin oscilovala sociální struktura venkovských oblastí mezi dvěma protipóly: velkostatky obdělávanými závislými rolníky (paroikoi) a vesnickými komunitami sestávajícími ze svobodných držitelů drobných usedlostí. Vesnická společenství se snáze přizpůsobovala nejistým podmínkám nepřetržitých válek s Araby, naproti tomu velkostatky zažívaly svůj rozmach v klidnějších poměrech od 10. století a v dalších staletích zcela převládly. Souběžně s rostoucí rolí velkostatků se stíraly rozdíly ve statusu svobodných rolníků a paroiků, převážně v neprospěch prvně jmenovaných.
K nejdůležitějším hospodářským odvětvím říše se řadil obchod. Konstantinopoli příslušelo postavení jednoho z klíčových center hedvábné stezky, jež spojovala rozlehlé oblasti Eurasie. Kromě hlavního města náležela při zprostředkování směny zboží zásadní role emporiím, jako byla Soluň, Trapezunt nebo Smyrna. Zřejmě nejvýznamnější exportní komoditu tvořily textilní produkty. Hedvábí, jehož výroba a prodej byly podrobeny císařskému monopolu, bylo z Byzance vyváženo do Egypta a objevovalo se také v Bulharsku a na Západě. Státní aparát striktně dohlížel na vnitřní i mezinárodní obchod a podržel si výhradní právo ražby mincí. Vysoká míra centralizace se projevovala při kontrole výše úrokových sazeb a regulaci aktivit řemeslných a výrobních společenství, na jejichž produkci projevovala vláda obzvláštní zájem. V časech krizí uskutečňovali císaři a jejich úředníci opatření k zajištění zásobování hlavního města a k udržení nízkých cen obilovin.

### Obyvatelstvo
Byzantská říše byla etnicky různorodým státem, jehož populace sestávala z Řeků, helenizovaných obyvatel Anatolie, Arménů, Ilyrů, Slovanů, Aramejců, Koptů a jiných národů. Počet obyvatel říše lze určit jen s obtížemi, jelikož se dochovalo zanedbatelné množství informací o její demografii. Warren Treadgold odhaduje, že v polovině 5. století žilo ve východořímské říši kolem 16 milionů lidí. Následkem ztráty východních provincií, zaviněné arabskou expanzí, poklesla populace Byzance koncem 8. století na asi 7 milionů, avšak počátkem 11. století vzrostla na 12 milionů. Po obnovení říše za Palaiologů panovali byzantští císaři na sklonku 13. století nad asi 5 miliony poddaných a od této doby počet obyvatel soustavně ubýval až do pádu Konstantinopole v roce 1453.
Nejhustěji zalidněné regiony se nacházely v asijské části říše, především při egejském pobřeží Malé Asie. Co se týče měst, pozici největší metropole zaujímala Konstantinopol, prodělávající ve 4. a 5. století výrazný nárůst populace. V okamžiku svého založení měla okolo 30 000 obyvatel, ovšem za časů Justiniána I. se zde tísnilo takřka 400 000 lidí. Naproti tomu Řím tehdy obývalo nanejvýš 100 000 lidí. Vedle Konstantinopole existovalo ještě několik srovnatelně velkých center, jako byla Alexandrie se svými 300 000 obyvatel nebo Antiochie mající zhruba 250 000 obyvatel. Po nich následovala jiná významná města, konkrétně Efesos, Smyrna, Trapezunt, Edessa, Nikaia a Soluň. V 6. století se přihodila série přírodních pohrom a epidemií, které spolu s nepřetržitými válkami negativně poznamenaly lidnatost říše. O století později Byzanc pozbyla Sýrii, Egypt a Afriku, nadále tedy kontrolovala pouze dvě důležitější města: Konstantinopol a Soluň. Nicméně i Konstantinopol postihl kvůli problémům se zásobováním a opakujícím se morovým nákazám v 6. a 7. století znatelný úbytek obyvatelstva. Teprve v polovině 8. století došlo v tomto směru k obratu, takže za makedonské dynastie vzrostl počet obyvatel hlavního města na 300 000 a za Komnenovců se navýšil na 500 000. Od 13. století vykazoval vývoj populace Konstantinopole v zásadě sestupnou tendenci a v okamžiku dobytí města Turky žilo v jeho hradbách kolem 50 000 lidí.

### Diplomacie
Byzantští císařové si podobně jako jejich římští předchůdci nárokovali svrchovanost nad veškerou křesťanskou oikumene (okrsek zemský), ačkoli realita se od této teorie diametrálně odlišovala. Po pádu Říma se říše musela potýkat s náporem rozmanitých nepřátel, jejichž hrozivost zvyšovala strategická nevýhodnost geografické polohy Byzantinců nucených k boji na dvou frontách. Vzhledem k počtu protivníků nepostačovala k jejich eliminaci prostá vojenská síla. Byzantinci se tudíž museli uchylovat k diplomacii, již pokládali za určitou formu války jinými prostředky. Její důležitost podtrhuje tvrzení historika Dmitrije Obolenského, podle něhož obratnosti a vynalézavosti byzantské diplomacie vděčila civilizace ve východní Evropě za svoji záchranu, což zůstává jedním z nejdéle trvajících přínosů Byzance pro dějiny Evropy.
Většina národů, s nimiž říše přicházela na své severní hranici do styku, původně postrádala formalizované státní a společenské struktury. S postupným rozvojem základních politických, náboženských a hospodářských institucí se tyto celky stávaly předmětem intenzivnějšího zájmu byzantské diplomacie. Ta uplatňovala vůči zahraničním subjektům škálu rozličných nástrojů: nepřátelští vládcové byli obdařováni honosnými tituly, členové jiných panovnických rodů byli vyžadováni do Konstantinopole, cizí poselstva byla zdržována na území říše, na cizince při tom leckdy silně zapůsobilo bohatství a přepych Byzance a tím byli podněcováni k přijímání byzantských společenských hodnot a postojů. Byzantinci neváhali vynakládat značné sumy peněz k motivování odlehlejších kmenů a národů k útoku na své sousedy a zasahovali do vnitřních poměrů jiných států vyvoláváním povstání a vzpour. Jako diplomatického prostředku k zajištění své bezpečnosti užívali i šíření křesťanství.

## Kultura

### Jazyk

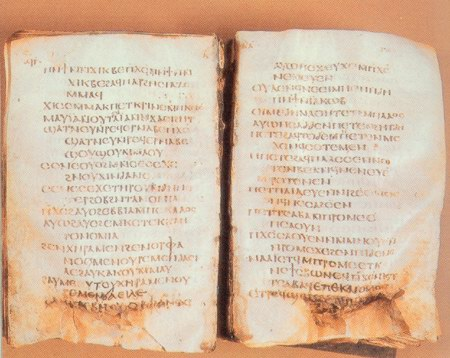
Nejstarší úplný žaltář v koptštině

Z jazykového hlediska byla pro pozdně antickou byzantskou společnost typická diglosie. V armádě, na císařském dvoře a ve správě, stejně jako v některých balkánských provinciích se hovořilo latinsky, avšak převládajícím jazykem nejširších vrstev obyvatelstva, užívaným církví a fungujícím jako prostředek literárního vyjádření byla řečtina.
Latinský element v říši byl přechodně posílen dobytím někdejších západních provincií za Justiniána I. Latina zůstala úředním jazykem do 7. století, kdy ji za Herakleia nahradila řečtina. Mezi vzdělanějšími třídami na východě upadla spisovná latina poměrně rychle do zapomnění, ačkoli se jí i nadále užívalo při různých ceremoniích a ještě v 11. století se objevovala na nápisech a mincích. Naproti tomu vulgární latina se zachovala u určitých jazykových menšin: v thráko-římském prostředí dala vzniknout protorumunskému jazyku a při západním pobřeží Jaderského pobřeží se postupně vyvinula v dalmatštinu.
Nejobecnějším nástrojem dorozumívání na byzantském území byla už před zánikem západořímské říše řečtina, která se ve východním Středomoří vyskytovala o celá staletí dříve než latina. Řečtiny se užívalo jako církevního jazyka, hovořili jí vědci, filozofové a umělci a sloužila jako lingua franca při dálkovém obchodu či při diplomatických stycích s cizími národy. Invaze Arabů a pozbytí východních provincií zásadním způsobem urychlily grecizaci říše. Řečtina, jíž se mluvilo v Byzanci, často označovaná jako středověká řečtina, případně byzantská řečtina, vycházela z řečtiny období helénismu, z níž přejala jazykový dualismus. V literatuře přetrvávala archaizující forma attické řečtiny, zatímco v běžné komunikaci se používalo lidové nářečí odvozené z koiné.
V etnicky silně heterogenní Byzantské říši se vyskytovaly četné jiné jazyky, z nichž se některé domohly v jistých oblastech polooficiálního statusu. V pozdní antice se mezi vzdělanými vrstvami populace Sýrie a Palestiny rozšířila aramejština a její syrský dialekt. Koptština dominovala Egyptu, jiným provinciím arménština, gruzínština a slovanské jazyky.

### Umění a architektura

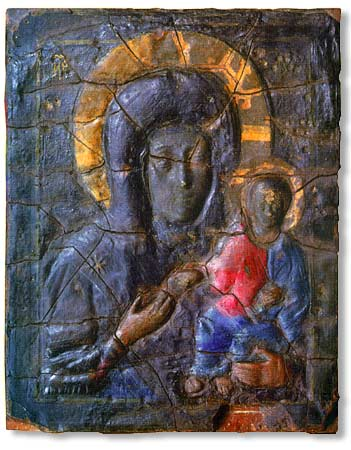
Byzantská ikona Panny Marie ze 7. století, zvaná Blachernská, Treťjakovská galerie

Základy byzantské architektury vyrůstají z římské a raně křesťanské architektury. Vedle hojných dokladů budov určených k náboženským účelům se zachovalo i množství světských staveb, paláců a pevností. U chrámů je patrné nápadné upřednostňování cihel jako stavebního materiálu, třebaže z vnější strany byly zakryty kamennými deskami, zatímco interiéry zdobily mozaiky. Pro církevní stavby byl příznačný půdorys ve tvaru kříže, volněji rozmístěné mohutné sloupy podpírající klenby, na nichž byly posazeny kopule.
Dějiny byzantské architektury a umění lze členit do třech etap. První z nich spadá do doby Justiniána I., za něhož byly v Konstantinopoli zbudovány chrámy Hagia Sofia, svaté Ireny či svatých Apoštolů. Mimo hlavní město stojí za povšimnutí bazilika San Vitale v Ravenně nebo klášter svaté Kateřiny na Sinaji. Makedonská renesance po sobě nezanechala v oblasti architektury srovnatelné pamětihodnosti a nepřinesla ani žádné zásadní inovace. Jako předobraz tehdejších chrámů posloužila dnes již neexistující Nea basilike. V 11. a 12. století se byzantské vzory projevují na periferii byzantského světa, v kavkazských a slovanských zemích, stejně jako na Sicílii a v Benátkách. Poslední rozkvět nastal po nástupu Palaiologů, kdy došlo k obohacení byzantské architektury o západní a ruské styly. V této epoše byl vybudován komplex kostelů v Mystře na Peloponésu a dále se vyvíjely kláštery na hoře Athos.
Sochařství zpočátku dominoval pozdně římský styl, v němž byly ztvárněny četné konstantinopolské plastiky včetně nadživotní jezdecké sochy Justiniána. Zároveň se prosazovala díla zhotovená ze slonoviny. Sochařství se věnovalo hlavně výzdobě vnitřních prostor, přičemž se do něho promítal vliv křesťanství. Plastiky lidských postav se vyznačovaly strnulostí a uniformitou. Mimořádné pozornosti se těšila mozaika, jeden z prvků římského umění zděděný a zdokonalený Byzantinci. Prostřednictvím mozaiky byly znázorňovány scény ze života císařů i prostých lidí a různé náboženské výjevy. V malířství se mezi 5. a 7. stoletím silně rozvinula ikonografie, neboť ikony, zobrazující Krista, Pannu Marii, či svaté, se staly předmětem uctívání kultu mezi věřícími. Byzantské malířství a obdobně umění jako celek utrpělo za ikonoklasmu, provázeném ničením obrazů i soch. Po jeho skončení nabyly ikony ještě více na důležitosti ve vybavení chrámů.

### Věda, lékařství a právo
Byzantinci výrazně přispěli k uchování antických poznatků a jejich zprostředkování islámskému světu a renesanční Itálii. Přestože byzantští badatelé po uzavření athénské Akademie v roce 529 učinili jen zanedbatelné pokroky, v jistých dobách dosáhli skvělých úspěchů v aplikaci vědy a neustále setrvávali v úzkém kontaktu s klasickou filozofií, metafyzikou a matematikou. Z mimořádných výkonů čerpajících z dřívějších znalostí lze kupříkladu zmínit vybudování chrámu Hagia Sofia architekty Anthémiem z Trallu a Isidorem z Mílétu. Spisy antických autorů byly udržovány v povědomí zásluhou klasických studií v Athénách, v Alexandrii a na konstantinopolské univerzitě. Morové epidemie a výboje muslimů přivodili byzantské vědě určitý útlum, překonaný za makedonské renesance na konci prvního tisíciletí. Nový rozmach byl podnícen arabským a perským vlivem, zvláště ve směru přírodních věd.
Ve srovnání se svými řecko-římskými předchůdci se Byzantinci zdokonalili v medicíně a nezanedbatelnou měrou působili na islámské lékařství. V oblasti právní vědy navázali na římské právo, současně se stále silněji projevovalo křesťanství. Z kodifikace Corpus iuris civilis, provedené za Justiniána I., byly odvozeny zákoníky Ekloga, vydaný za Leona III., a Basilika, dokončený za Leona VI. Moudrého.
Poslední vzepětí byzantské vědy se událo v závěrečných staletích dějin říše. V tomto období se Trapezunt stal střediskem pro studium astronomie, matematiky a medicíny. Tehdejší byzantští badatelé a učenci, jako byl třeba novoplatónský filozof Georgios Gemistos Pléthón, měli značný podíl na rozšíření antických gramatických a literárních textů v raně renesanční Itálii.

## Dědictví

Dvouhlavý orel jako symbol konstantinopolského patriarchátu, převzatý z palaiologovské insignie Byzantské říše

Rok 1453 je dodnes vnímán jako jeden z milníků značících završení středověku. Západní historiografie dlouho zastávala velmi negativní postoj vůči Byzantské říši, protože ji považovala za úpadkovou orientální despocii. Avšak právě Byzanc chránila po staletí Evropu před hrozbami přicházejícími z východu, když zadržovala Peršany, Araby, seldžucké Turky a po určitou dobu Osmany. Paradoxně devastující vydrancování Konstantinopole křižáky v roce 1204 razantně podlomilo schopnost říše odolávat útokům Turků.
Stěžejní zásluha byzantské civilizace, již Georgij Aleksandrovič Ostrogorskij definoval jako syntézu římské státní formy, řecké kultury a křesťanské víry, tkví v uchování dědictví univerzální římské říše v temném období západoevropského raného středověku. Obzvláštní počin představovala v tomto směru kodifikace římského práva, proslulá sbírka Corpus iuris civilis. Byzanc zastala klíčovou úlohu v předání kulturních hodnot a znalostí klasické antiky západní Evropě, zčásti probíhající za arabského zprostředkování. Zapůsobila na leckteré evropské myslitele, jako byl třeba Tomáš Akvinský, a zvláště v 15. století dále pozvedla zájem o antiku. Mnoho význačných řeckých vzdělanců se odebralo do Itálie a západní Evropy, čímž napomohli rozvoji renesance. Na řecké půdě se byzantské tradice udržely na Benátčany ovládané Krétě do jejího dobytí Osmany v roce 1669.
Nejdalekosáhleji zapustila byzantská kultura kořeny u východoevropských Slovanů a na Kavkaze, a i po arabských výbojích ovlivňovala koptské, etiopské, syrské a arménské křesťany. Byzantinci uspíšili proces christianizace ve východní Evropě: misie Konstantina a Metoděje se stala výrazným impulzem evangelizace jen povrchně christianizované Velké Moravy. Od 9. století bylo do byzantského civilizačního rámce začleňováno Bulharsko a zhruba v téže době navázala Byzanc čilé hospodářské a diplomatické styky s Kyjevskou Rusí, v důsledku čehož přijali Rusové v roce 988 křesťanství v jeho pravoslavné podobě. Byzantští kněží a mniši stáli u zrodu cyrilice odvozené z řeckého písma. Na východoslovanském území byly vystavěny velkolepé kostely a chrámy vycházející z byzantského vzoru, jež vtiskly ruské architektuře a umění vedle skandinávských a čistě slovanských rovněž byzantské rysy.
Nedlouho po pádu Konstantinopole byla na dvoře moskevských velkoknížat převzata byzantská ceremoniální etiketa společně s imperiálním emblémem dvouhlavého orla. Nároky moskevských velkoknížat na nástupnictví po byzantských císařích se zvýšily po svatbě Ivana III. se Sofií Palaiologovnou, neteří posledního byzantského císaře. Stále častěji se také prosazovala idea „třetího Říma“, podle níž se Moskva stala význačným politickým centrem a strážkyní ortodoxní víry. V následujícím století se Ivan IV. Hrozný jako první moskevský vládce nechal korunovat za cara (císaře). Již před ním se Mehmed II., osmanský přemožitel Byzance, prohlásil za Kayser-i Rum, doslovně caesara Říma. Jeho následníci se pokládali za legitimní dědice byzantských panovníků až do zániku Osmanské říše na počátku 20. století.